# Hauptfriedhof (Frankfurt am Main)

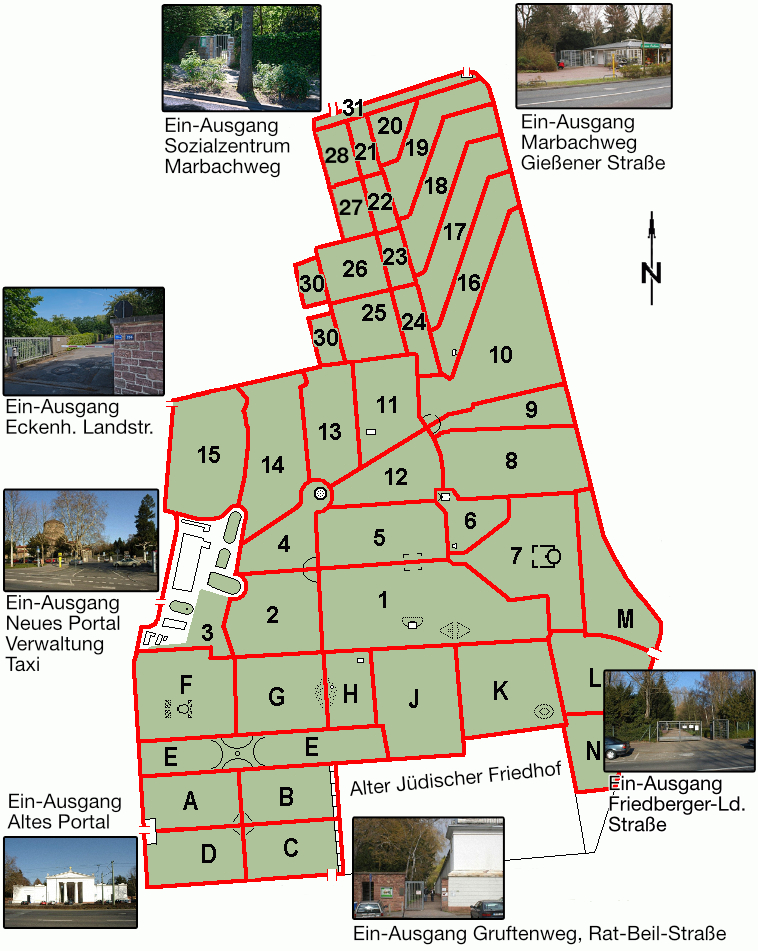
Frankfurter Hauptfriedhof, Plan der Ein- und Ausgänge, Stand 2022

Der Hauptfriedhof von Frankfurt am Main wurde 1828 eröffnet. Er liegt an der Eckenheimer Landstraße und bildet dort zusammen mit den beiden direkt angrenzenden jüdischen Friedhöfen einen der größten Friedhofkomplexe Deutschlands. Seine monumentalen Portalbauten und seine Gartenarchitektur, Grabdenkmäler aus über 180 Jahren sowie Grabstätten zahlreicher bedeutender Persönlichkeiten machen ihn zur Ansammlung von historischen, künstlerischen und menschlichen Spuren in Frankfurt am Main.

## Geschichte

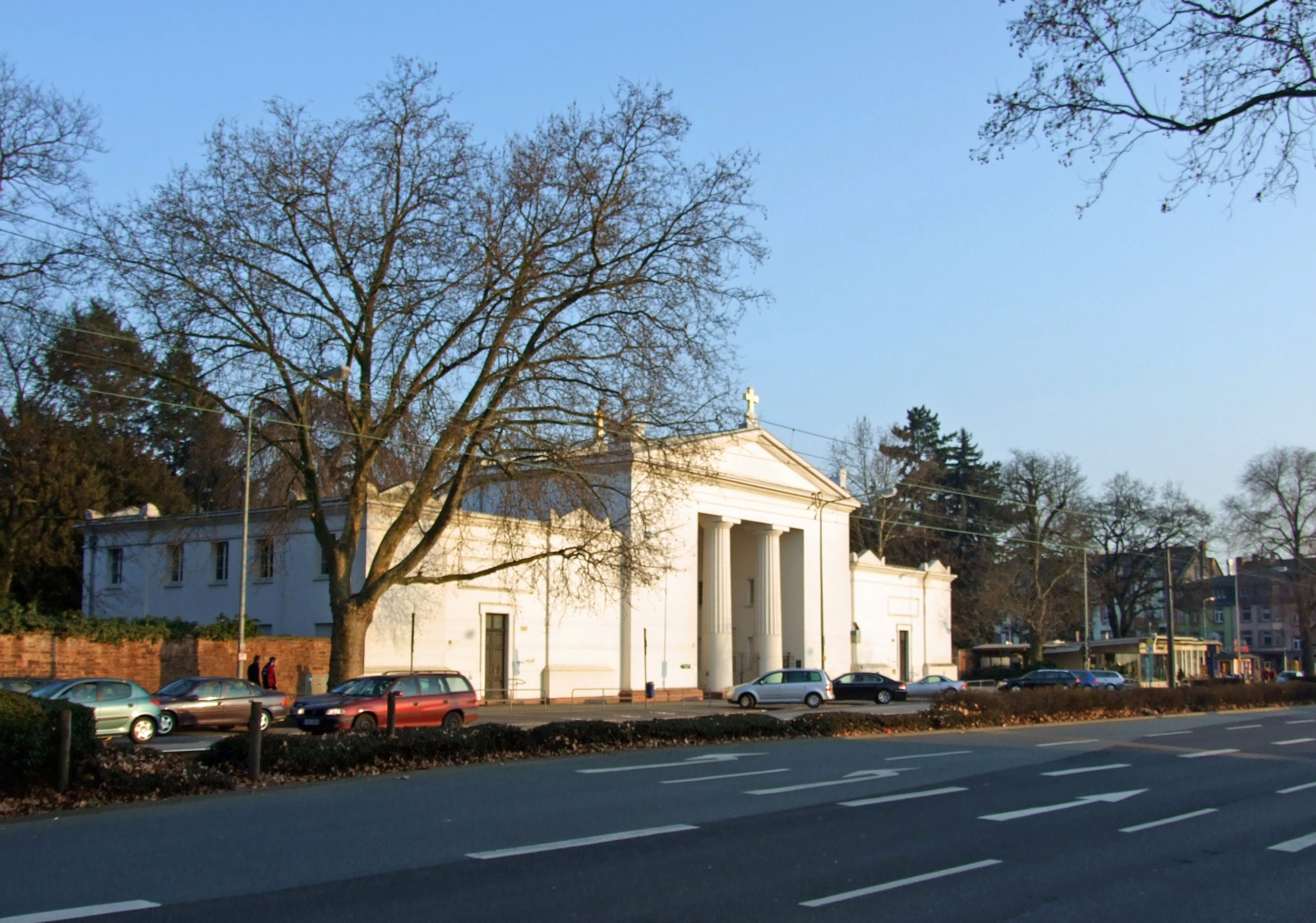
Altes Portal. Eckenheimer Landstraße

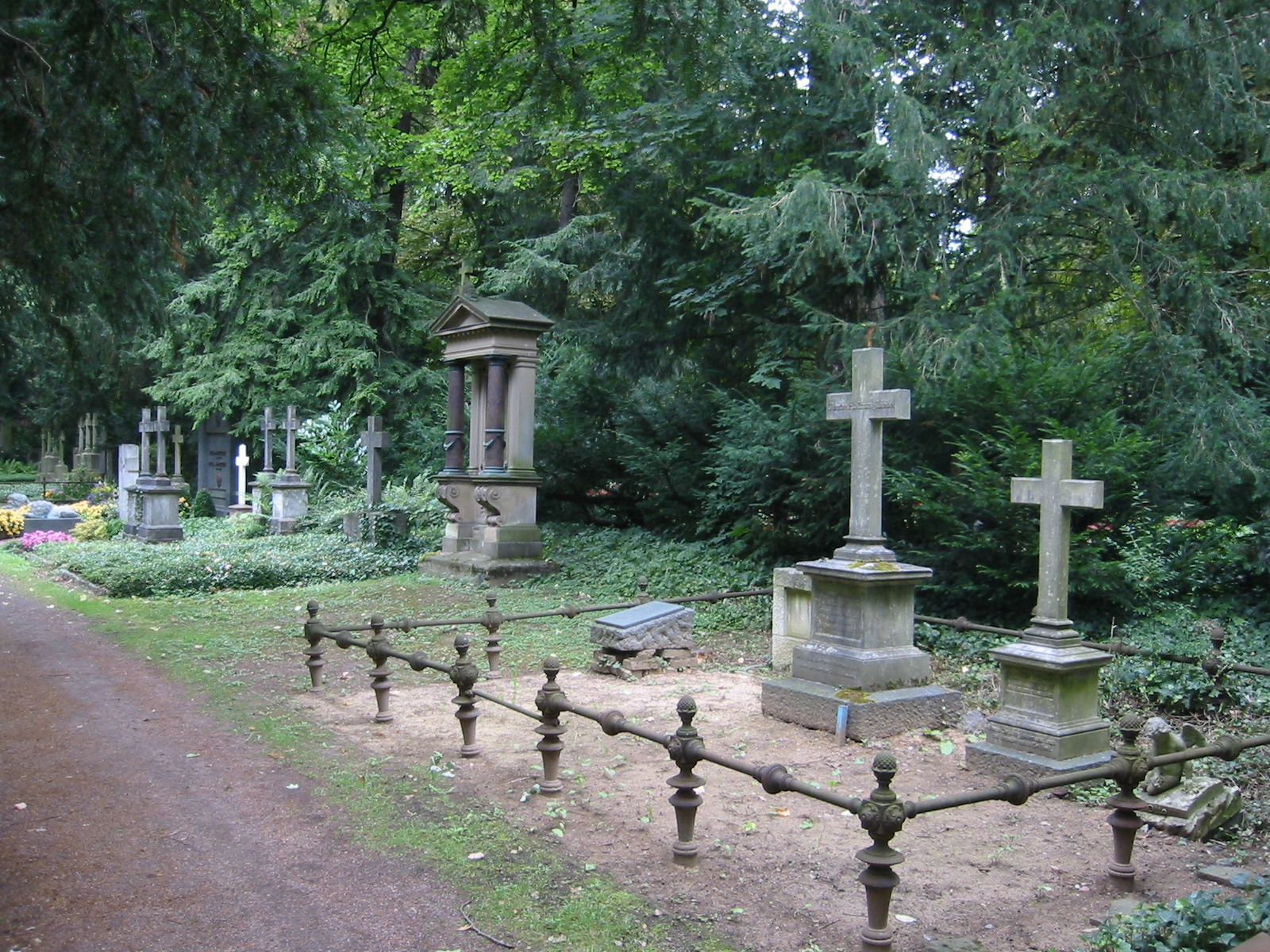
Grabstätten im historischen Teil des Hauptfriedhofs

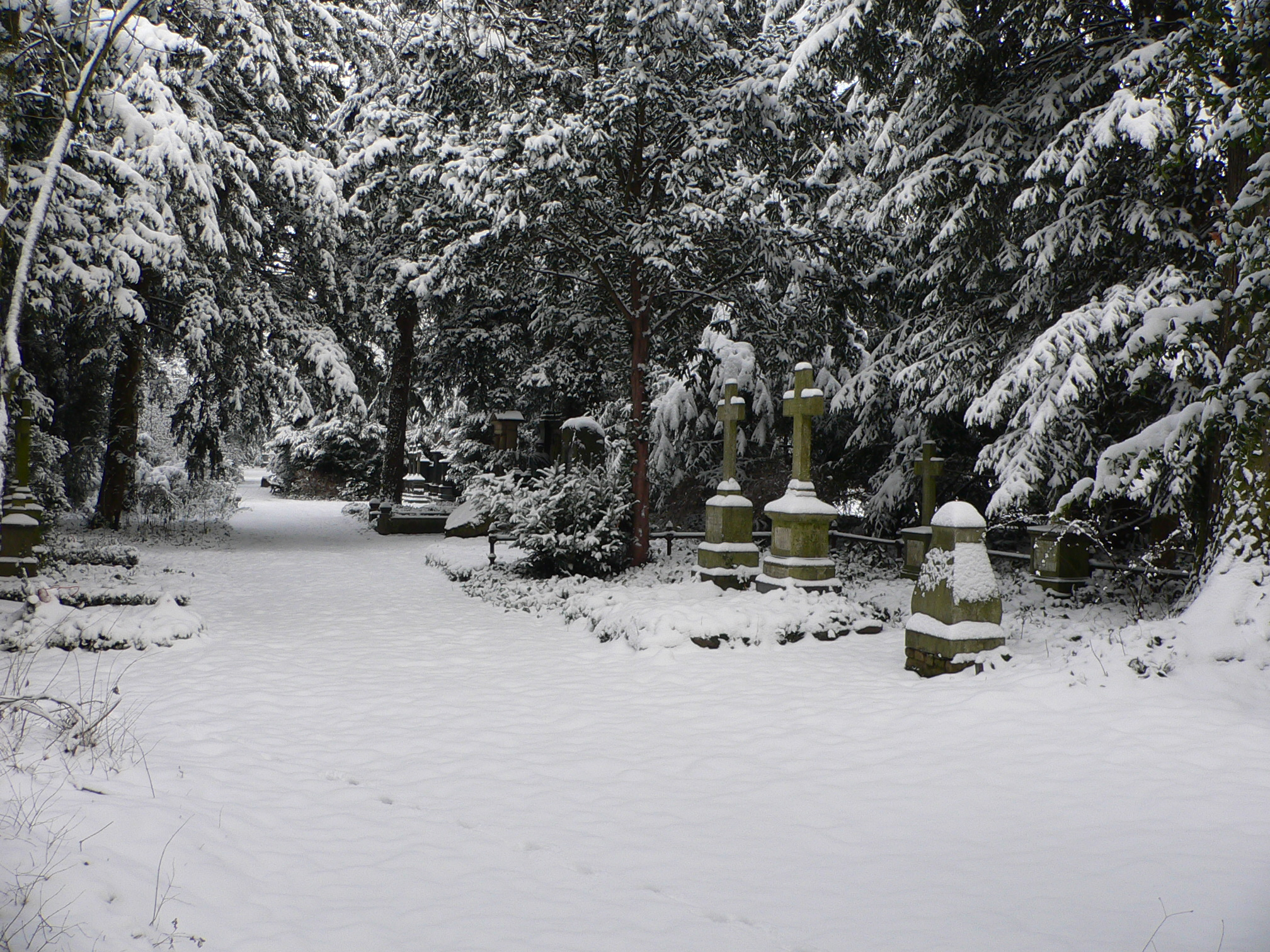
Der Hauptfriedhof im Winter

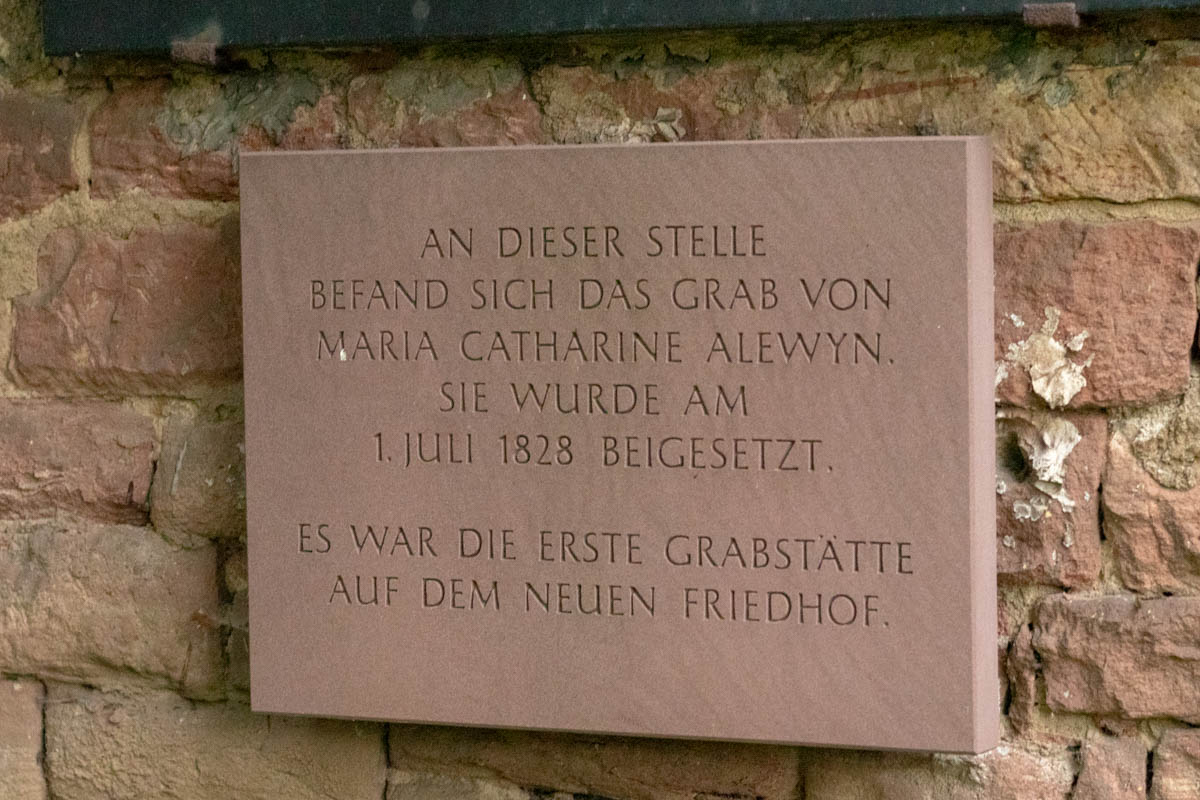
Gedenkstein für die erste belegte Grabstelle auf dem Frankfurter Hauptfriedhof

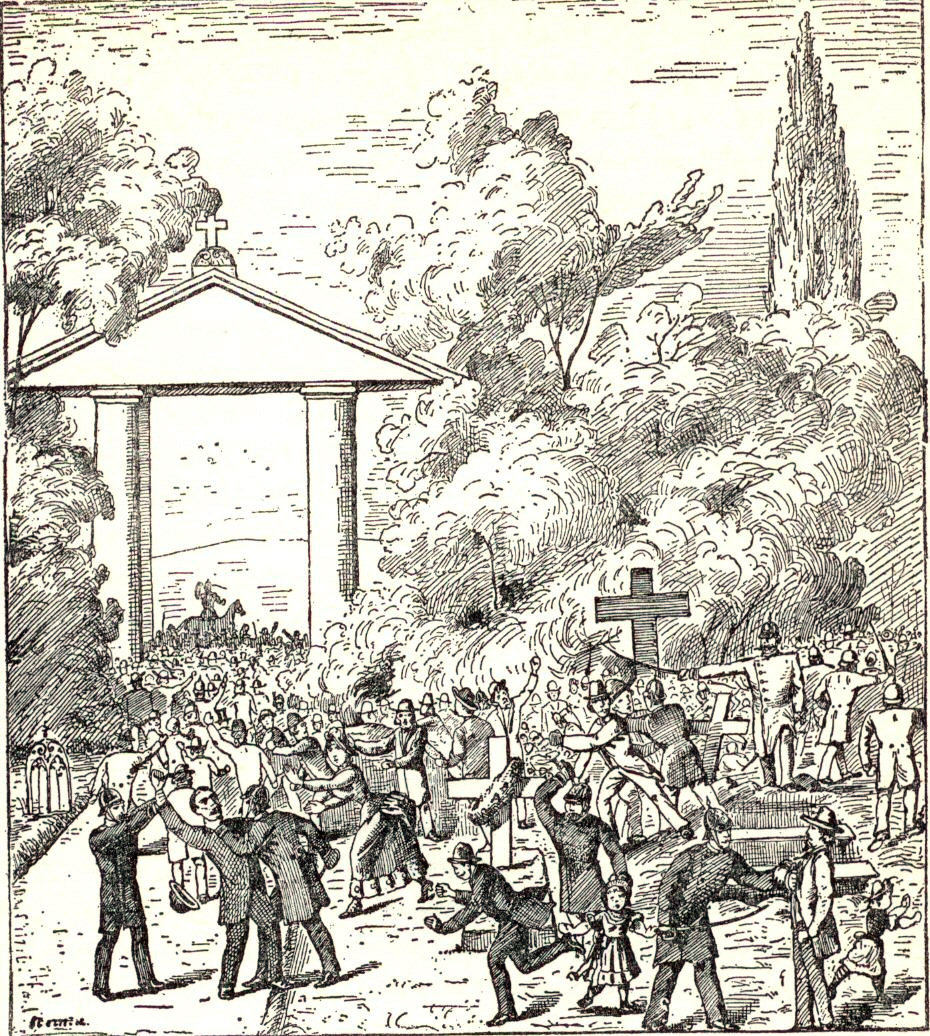
Der Friedhofskrawall vom Juli 1883

Seit Anfang des 16. Jahrhunderts wurden die meisten Toten der Stadt auf dem Peterskirchhof in der Neustadt beerdigt. Nach der Einführung der Reformation war der Peterskirchhof für die protestantischen Toten der Altstadt und der Neustadt reserviert; in Sachsenhausen gab es einen eigenen Friedhof. Der alte jüdische Friedhof gehörte zum Areal der Judengasse, des jüdischen Ghettos, während die wenigen katholischen Toten auf dem zum Dom gehörenden Kirchhof bestattet wurden.
Der Peterskirchhof wurde über 300 Jahre lang genutzt und in dieser Zeit mehrfach erweitert. Trotzdem reichte der Platz innerhalb der engen Mauern Frankfurts schon im 18. Jahrhundert nicht mehr aus. Der Friedhof war so stark überbelegt, dass Gräber häufig schon nach 10 bis 15 Jahren wieder belegt werden mussten. Die Situation verschärfte sich weiter, als ab 1812 auch die katholischen Toten auf dem Peterskirchhof beerdigt wurden. Die Zahl der Katholiken war inzwischen wieder soweit angestiegen, dass der winzige Domkirchhof geschlossen werden musste.
Die Stadt entschloss sich deshalb, einen neuen, großzügigen Friedhof vor den Toren der Stadt anzulegen. Die Pläne stießen jedoch auf Widerstand in der Bevölkerung. Insbesondere die nach wie vor einflussreichen Patrizierfamilien wollten nicht auf ihre großzügigen Familiengrabstätten auf dem Peterskirchhof verzichten. Auf dem geplanten neuen Friedhof sollten dagegen alle Toten, ohne Rücksicht auf ihren Stand, in Reihengräbern beigesetzt werden.
Unterstützung erhielten die Befürworter des neuen Friedhofs von den Ärzten der Stadt, die eindringlich vor den untragbar gewordenen hygienischen Verhältnissen auf dem alten Peterskirchhof warnten. 1821 bestimmte man schließlich ein Areal für den neuen Hauptfriedhof und richtete 1825 eine Kirch- und Friedhofs-Commission unter Leitung des Senators und Hessischen Geheimen Hofrats Johann Adam Beil ein, des späteren Direktors der Taunusbahn. Um den Widerstand der städtischen Oberschicht zu überwinden, gab man die Absicht auf, alle Toten gleichwertig behandeln zu müssen, und reservierte für die Familienbegräbnisse und Epitaphien großzügigen Raum entlang der Umfassungsmauern. Mit der Planung des Hauptfriedhofs wurden der Architekt Friedrich Rumpf (1795 bis 1867) und der Stadtgärtner Sebastian Rinz (1782 bis 1861) beauftragt. Rinz legte den Friedhof im Stil eines englischen Landschaftsparks auf einer rechteckigen Fläche von ca. sechs Hektar an, etwa der dreifachen Fläche des Peterskirchhofs. Die Ost-West-Ausdehnung betrug ca. 340 Meter, in Nord-Süd-Richtung ca. 200 Meter. Östlich des durch eine Mauer begrenzten Hauptfriedhofs schloss sich der zur gleichen Zeit errichtete jüdische Friedhof an (heute Alter jüdischer Friedhof). Im Westen des Hauptfriedhofs errichtete Rumpf ein klassizistisches Portal mit zwei Flügelbauten. Das Alte Portal ist über den Grundmauern eines römischen Gutshofs errichtet worden. Im nördlichen Teil war ursprünglich das Leichenhaus untergebracht. Neben einem Zimmer für den Leichenwärter gab es noch einen Raum zur Wiederbelebung. Im südlichen Teil waren neben einem Aussegnungsraum noch Büros für die Verwaltung des Friedhofs.
Am 25. Juni kündigte die Stadt die bevorstehende Öffnung des neuen Friedhofs an und gab bekannt, daß nicht gezweifelt werde, löbliche Bürgerschaft werde sich der durch das Todtenhaus dargebotenen mannigfachen Vortheile, insonderheit möglichst vollkommener Sicherstellung vor der Gefahr lebendig begraben zu werden,…durch fleißige Benutzung derselben theilhaftig machen.
Am 30. Juni 1828 fand die letzte Beerdigung auf dem alten Peterskirchhof statt und einen Tag später, am 1. Juli, wurde die aus Amsterdam stammende Maria Catherine Alewyn als erste auf dem neuen Hauptfriedhof beigesetzt. Sie war im Alter von 52 Jahren im Hotel zum Schwan im Steinweg verstorben. Ihre Grabstelle (Gewann D – An der Mauer 192) existiert heute nicht mehr, jedoch befindet sich an dieser Stelle ein Gedenkstein.

### Historische Ereignisse auf dem Hauptfriedhof
In den 1870er und 1880er Jahren kam es in Frankfurt zu einer Reihe von Ausschreitungen, vor allem nach der Verabschiedung des Bismarckschen Sozialistengesetzes. Besonders der sogenannte Friedhofskrawall erregte seinerzeit die Gemüter. Am 22. Juli 1883 wurde der Sozialdemokrat Hugo Hiller auf dem Hauptfriedhof beerdigt. Eine Menge von über 200 Menschen, darunter Frauen und Kinder, gab ihm das letzte Geleit. Die Trauergemeinde wurde von einer Einheit der Schutzpolizei überwacht. Obwohl die Behörden Ansprachen und das Tragen roter Farben verboten hatten, setzte einer der Trauergäste zu einer Rede an. Der Polizeikommissar ließ daraufhin umgehend seine Mannschaft mit gezogenem Säbel gegen die Menge vorgehen und sie zerstreuen. Es gab über zwanzig Verletzte. Aufgrund der öffentlichen Empörung, die der Vorfall auslöste, wurde der unbeherrschte Polizeikommissar vom Dienst suspendiert.

## Die Entwicklung des Hauptfriedhofs
| Größe (2003)             | Größe (2003) |
| ------------------------ | ------------ |
| Fläche:                  | ca. 70,1 ha  |
| Nord-Süd-Ausdehnung:     | 1,4 km       |
| Ost-West-Ausdehnung:     | 0,9 km       |
| Anzahl der Wahlgräber:   | ca. 40.000   |
| Anzahl der Reihengräber: | ca. 20.000   |
| Anzahl der Kriegsgräber: | ca. 17.000   |
| Asphaltwege:             | ca. 24 km    |
| Nicht asphaltierte Wege: | ca. 40 km    |

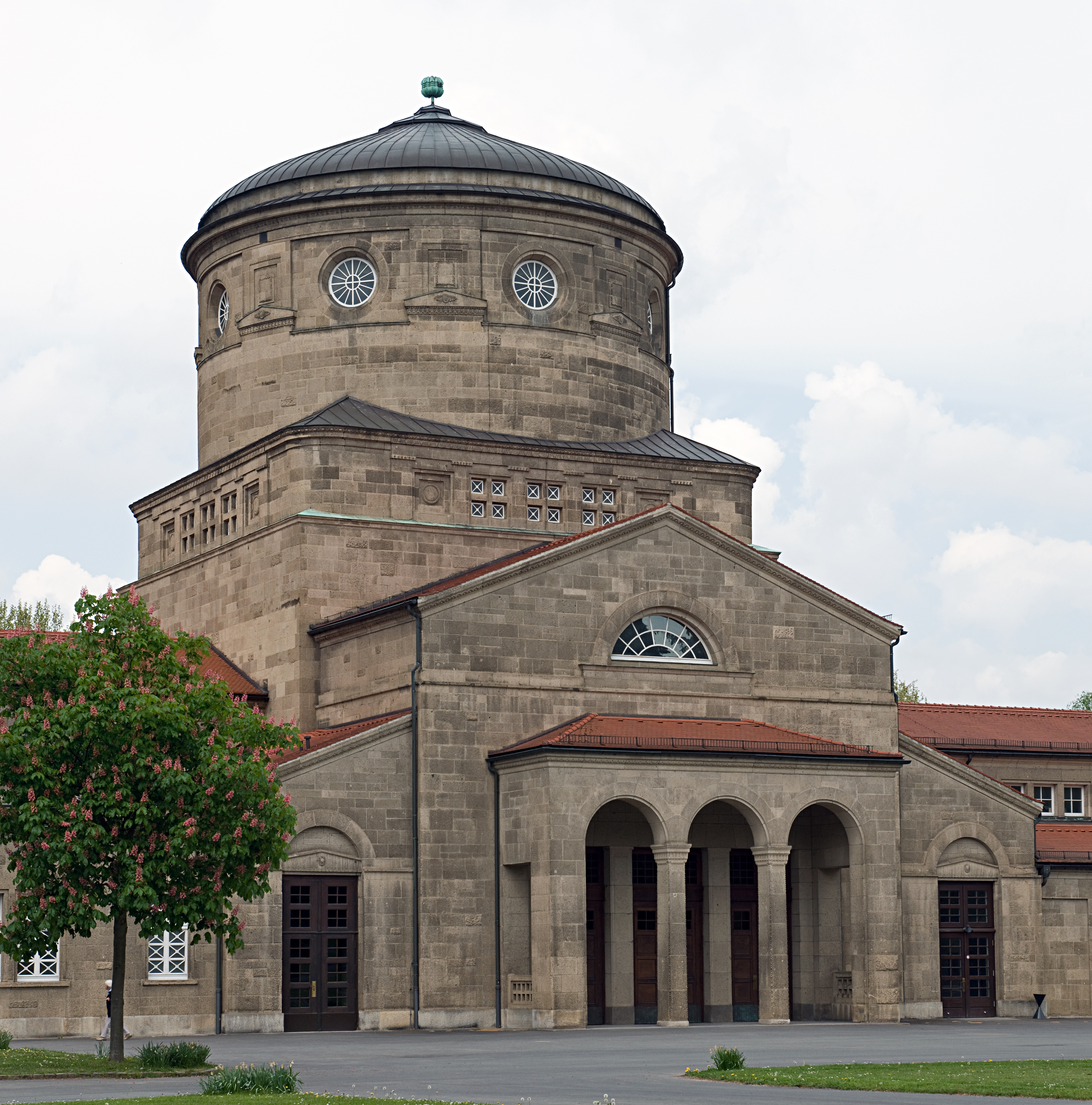
Das Neue Portal von der Friedhofsseite

Der Hauptfriedhof liegt in den Frankfurter Gemarkungen Nordend und Eckenheim zwischen Eckenheimer Landstraße im Westen, Marbachweg im Norden, Friedberger Landstraße und Gießener Straße im Osten und Rat-Beil-Straße im Süden. Er umfasst heute eine Fläche von über 70 Hektar, das ist mehr als zehnmal so groß wie der älteste Teil von 1828. Der Friedhof wurde in mehreren Abschnitten entsprechend dem Wachstum der Stadt im 19. und 20. Jahrhundert erweitert.
Frankfurt am Main hatte im Jahr 1828 etwa 45.000 Einwohner. Der erste Bauabschnitt, der sogenannte Allgemeine Begräbnisplatz, war zunächst nicht unterteilt. Etwa um 1840 wurde er in die vier Gewanne A, B, C und D gegliedert. Zwischen 1845 und 1891 wurden nacheinander nördlich der Gewanne A bis D auf einer Fläche von ca. 250 mal 600 Meter die Gewanne E bis K angelegt. Der Friedhof war damit auf ca. 18 Hektar erweitert. Während dieser Zeit war die Einwohnerzahl auf rund 180.000 gestiegen.
In den folgenden 15 Jahren bis 1905 erhöhte sich die Einwohnerzahl auf 400.000. Demzufolge musste der Friedhof weiter vergrößert werden: Zunächst wurden die Gewanne M bis N entlang der Friedberger Landstraße angelegt, 1907 bis 1912 folgten die Gewanne I bis XV. Der Hauptfriedhof erstreckte sich nunmehr auf einer Fläche von 47 Hektar zwischen Eckenheimer Landstraße, Rat-Beil-Straße, Friedberger Landstraße und Gießener Straße.
Am 4. Juli 1912 wurde nördlich vom Alten Portal an der Eckenheimer Landstraße der neue Portalbau mit der Trauerhalle und dem Krematorium eröffnet, ein monumentaler Gebäudekomplex in neoklassizistischen Formen mit einer Innendekoration im Jugendstil nach einem preisgekrönten Wettbewerbsentwurf der Berliner Architekten Heinrich Reinhardt und Georg Süßenguth. Die Innenausmalung schufen die Künstler Rudolf und Otto Linnemann aus Frankfurt. Im Zweiten Weltkrieg wurden Totenhalle, Gruftenhalle und Altes Portal zerstört.
1927/1928 wurden die Gewanne XVI – XX entlang der Gießener Straße angelegt bis zum Marbachweg. Die Friedhofsfläche stieg auf 57 Hektar. Die neuen Flächen wurden nach Entwürfen des städtischen Siedlungsamtes unter Leitung von Stadtrat Ernst May und des städtischen Gartenbaudirektors Max Bromme betont schlicht und sachlich gestaltet, im bewussten Gegensatz zu den älteren Gewannen.
Die letzte Erweiterung erfolgte 1952 bis 1957 mit den Gewannen XXI – XXXI zwischen Marbachweg und dem bereits 1928/1929 angelegten Neuen Jüdischen Friedhof. Heute umfasst der Hauptfriedhof eine Fläche von 70,1 Hektar. Die Ausdehnung beträgt ca. 1,4 Kilometer in Nord-Süd-Richtung und 0,9 Kilometer in Ost-West-Richtung.
2022 wurde der Hauptfriedhof um ca. 1 Hektar im Nordwesten verkleinert. Ein Geländestreifen, der sich bisher über die Gewanne XXVII, XXVIII und XXXI erstreckte, wurde dem benachbarten Neuen Jüdischen Friedhof zugeschlagen.

### Benachbarte Jüdische Friedhöfe

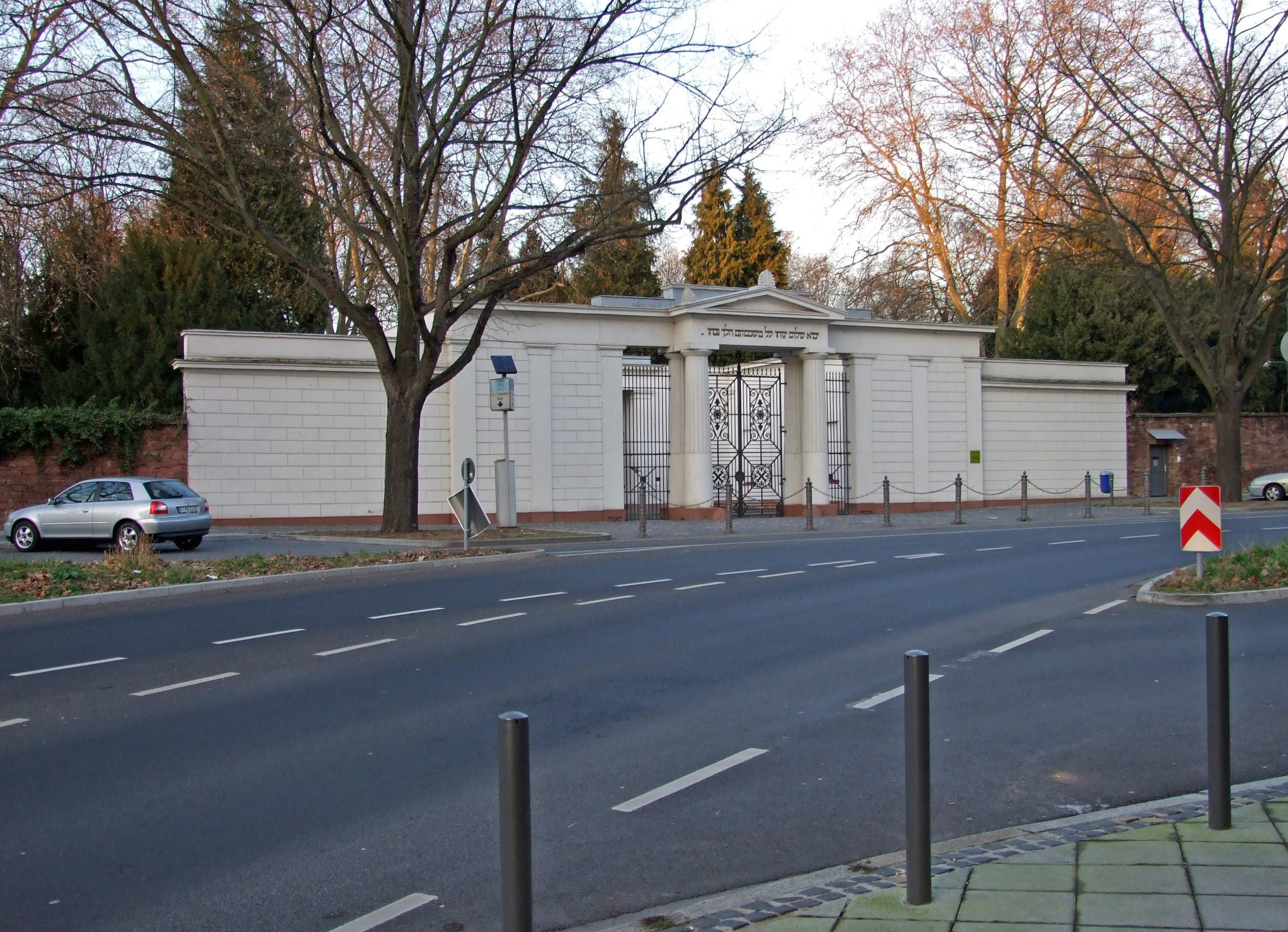
Portal, (Südseite), Rat-Beil-Straße

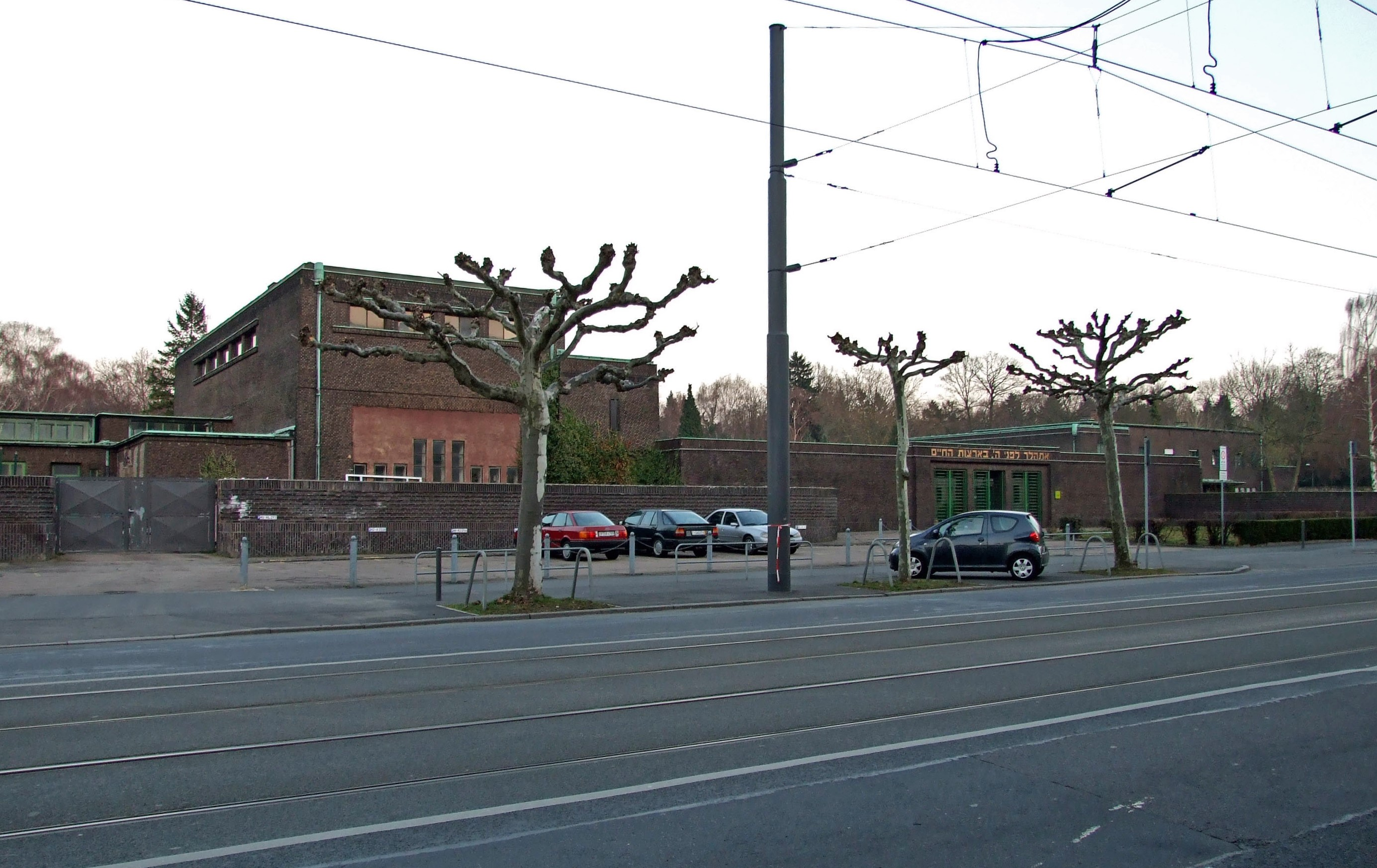
Neues Portal (jüdischer Friedhofsteil), Eckenheimer Landstraße

Gleich neben dem Hauptfriedhof liegen der Alte jüdische Friedhof Rat-Beil-Straße und der Neue Jüdische Friedhof an der Eckenheimer Landstraße mit separaten Eingängen und eigener Verwaltung. Die 165 Meter lange Mauer des Hauptfriedhofs entlang der Eckenheimer Landstraße, zwischen Neuem Portal und Neuem Jüdischen Friedhof, wurde 1939 aus Trümmern zweier bei der sogenannten Reichskristallnacht am 9. November 1938 zerstörten Synagogen errichtet, der Hauptsynagoge und der Börneplatzsynagoge. Hieran erinnert heute eine Gedenktafel.

## Gestaltung

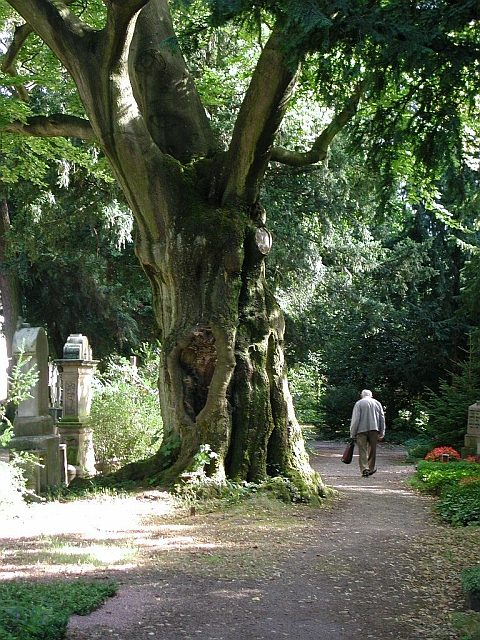
Buche im Gewann C aus der Entstehungszeit des Hauptfriedhofs, im März 2006 gefällt

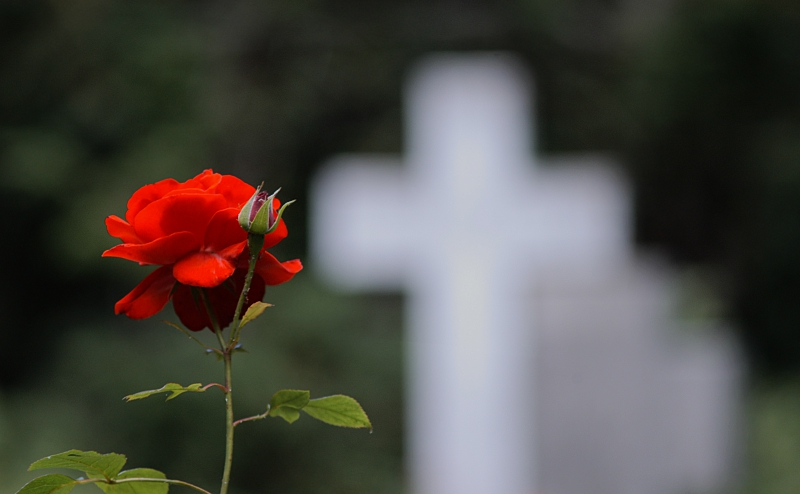
Der Frankfurter Hauptfriedhof gehört zum geschützten Grüngürtel der Stadt

Bei der Anlage des Friedhofs 1828 wurden ähnliche Grundsätze befolgt wie bei der Gestaltung zeitgenössischer Landschaftsgärten. Die Wege entlang des Friedhofsrandes sind geschwungen, als ob sie einer natürlichen Führung durch das Gelände folgten. Die vorhandene Vegetation wurde in die Neuanlage einbezogen. Ein Beispiel ist der nebenstehend abgebildete Baum, eine über 200 Jahre alte Buche im Gewann C. Ursprünglich sollte auch ein kleiner Teich angelegt werden, doch war das Gelände dafür ungeeignet.
Der größte Teil des Friedhofs blieb allerdings zunächst völlig unstrukturiert. Die hygienischen Vorstellungen der Zeit und die Erfahrungen des alten Peterskirchhofs ließen es geboten erscheinen, die vorhandene Fläche möglichst intensiv auszunutzen und die Luftzirkulation nicht zu behindern. Erst später wurde das Areal in unterschiedlich gestaltete Gewanne eingeteilt.
Waren die Wege im ältesten Bereich des Hauptfriedhofs noch relativ schmal, so änderte sich das in den später angelegten Gewannen. Hier gibt es regelrechte Alleen und großzügige Plätze. Ein wichtiges Gestaltungselement sind auch die zahlreichen Hecken. Etwa ab der Mitte des 19. Jahrhunderts wurden zahlreiche hochwachsende Bäume angepflanzt, darunter Buchen, Eichen, Platanen, Kastanien und Ulmen, von denen einige das Ulmensterben des 20. Jahrhunderts überlebt haben.
Die nach 1927 angelegten Gewanne XVI bis XXXI sind entsprechend der Formensprache des Neuen Frankfurt minimalistisch gestaltet. Da das Gelände in Richtung Eckenheim leicht ansteigt, wurden die Gewanne XVI bis XX terrassenartig abgestuft.
Seit 2007 bietet das Grünflächenamt auf dem Friedhof einen kostenfreien Fahrdienst an. Bis zu drei gehschwache Besucher kann ein Elektrofahrzeug befördern, das von der Genossenschaft der Friedhofsgärtner finanziell gefördert wird. Ähnliche Fahrdienste haben sich bereits in Kassel, Karlsruhe und auf dem Bergfriedhof (Heidelberg) bewährt. Das Friedhofstaxi auf dem Hauptfriedhof Frankfurt verkehrt im November und Dezember täglich, in den übrigen Monaten nur montags bis freitags.

### Altes Portal
Von 1826 bis 1828 wurde dieses wuchtige, im klassizistischen Stil erbaute Eingangsportal nach einem Plan des Architekten Friedrich Rumpf erbaut. Auf dem Giebel des Portals befinden sich seit 1829 zwei Engelsköpfe des Bildhauers Johann Nepomuk Zwerger. An den Seiten des auf dorischen Säulen errichteten Bauwerks waren Verwaltungsräume, ein Aussegnungsraum, eine kleine Leichenhalle, sowie ein für die damalige Zeit typischer Wiederbelebungsraum untergebracht – die Angst vor dem Scheintod war noch sehr groß. Das Alte Portal wurde nach seiner Zerstörung im Zweiten Weltkrieg bei den Luftangriffen auf Frankfurt am Main wiederaufgebaut und zuletzt 1977 und 2007 renoviert.

### Gruftenhalle

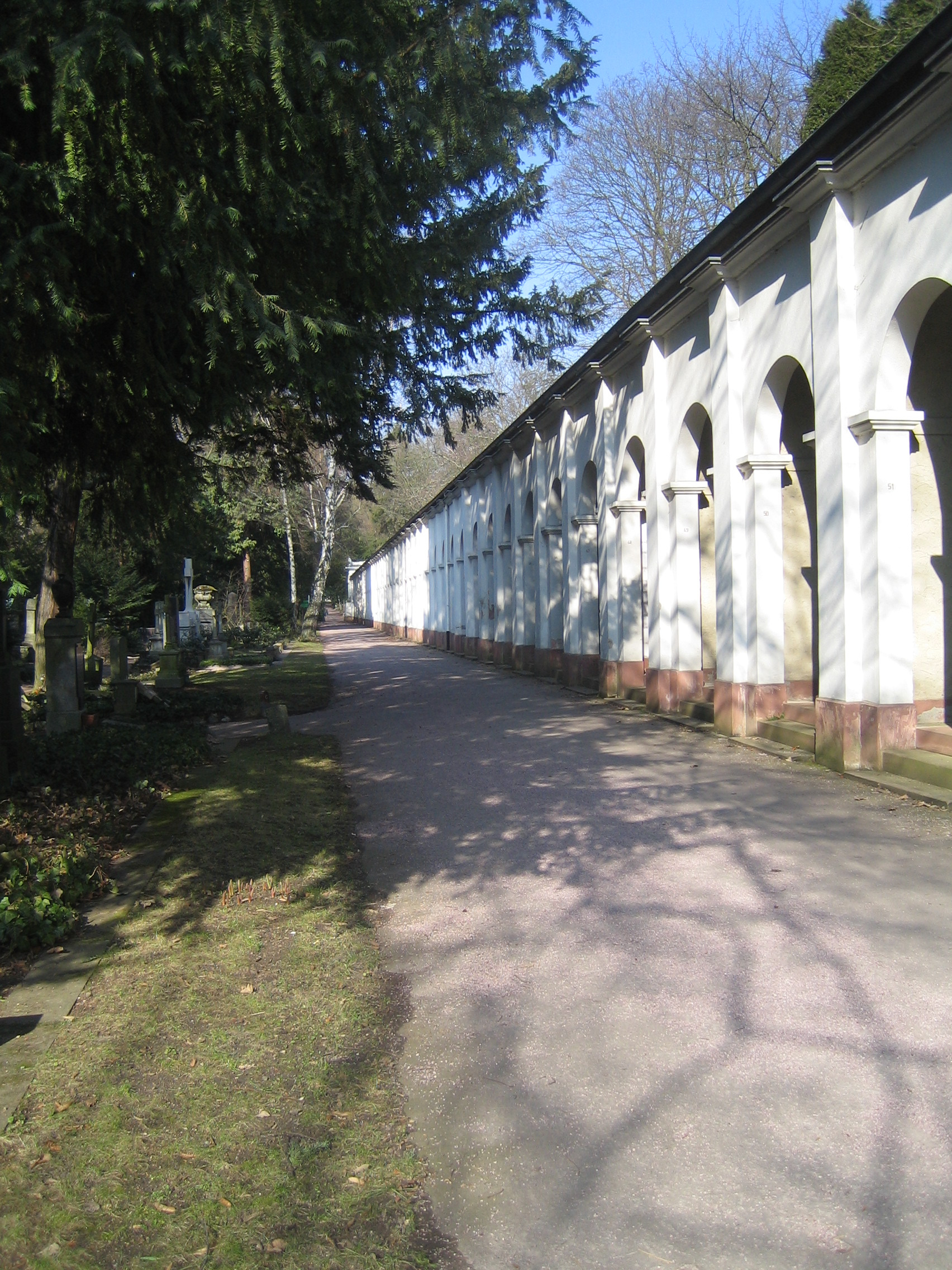
Die klassizistische Gruftenhalle

Am damaligen Ostrand des Friedhofs, entlang der Grenze zum benachbarten jüdischen Friedhof, schuf Friedrich Rumpf 1828 die klassizistische Gruftenhalle in Form einer Galerie aus 55 Arkaden, die von Pfeilern mit nach außen vorgelagerten Pilastern getragen werden. Im Norden und Süden wird die Gruftenhalle jeweils durch einen Pavillon begrenzt, so dass insgesamt 57 Gruften entstanden. Die Arkaden sind im Innern durch runde Scheidbögen voneinander getrennt. Zu jeder Arkade gehört eine rundbogige Wandnische, die das jeweilige Grabmal oder die Grabtafel aufnimmt. Die unterirdischen Gruften sind mit einem Tonnengewölbe versehen und nach oben jeweils durch einen dreiteiligen Deckel verschlossen. Die gesamte Gruftenhalle ist weiß verputzt, lediglich der zweistufige Sockel besteht aus rotem Mainsandstein.
Die Gruftenhalle wurde im Zweiten Weltkrieg bei den Luftangriffen auf Frankfurt stark beschädigt, ein Teil der Arkaden zerstört. Nach dem Krieg wiederaufgebaut, wurde die zuletzt sehr unansehnlich gewordene und mehrfach durch Vandalismus beschädigte Anlage im Sommer 2014 vollständig renoviert.

### Neues Portal
82 Jahre nach dem Bau des alten Eingangstors genügten die Räume nicht mehr der schnell gewachsenen Stadt. Ein neues Portal mit Trauerhalle, Kapelle, Krematorium und Leichenhalle wurde 1908 nach Plänen der Berliner Architekten Heinrich Reinhardt (1868 bis 1947) und Georg Süßenguth (1862 bis 1947) erbaut. Das Bauwerk weist eine gewisse Ähnlichkeit mit der Grabstätte Theoderichs des Großen in Ravenna auf.
Mehr als die Hälfte der Bestattungen auf dem Friedhof sind Feuerbestattungen. Die Verbrennungen finden heute überwiegend in privaten Krematorien in der Region statt. Das städtische Krematorium mit vier Verbrennungsöfen wurde im Dezember 2013 geschlossen, nachdem die Auslastung der auf eine Kapazität von 8000 Verbrennungen im Jahr ausgelegten Anlage immer weiter gesunken war. Frankfurt ist seitdem die einzige Großstadt in Deutschland ohne eigenes Krematorium.
Weitere Ein- und Ausgänge außer dem Alten und Neuen Portal befinden sich an folgenden Punkten:
- Eckenheimer Landstraße, Versorgungsamt
- Marbachweg, Sozialzentrum
- Marbachweg / Gießener Straße
- Friedberger Landstraße
- Rat-Beil-Straße / Gruftenweg

### Mausoleum Reichenbach-Lessonitz

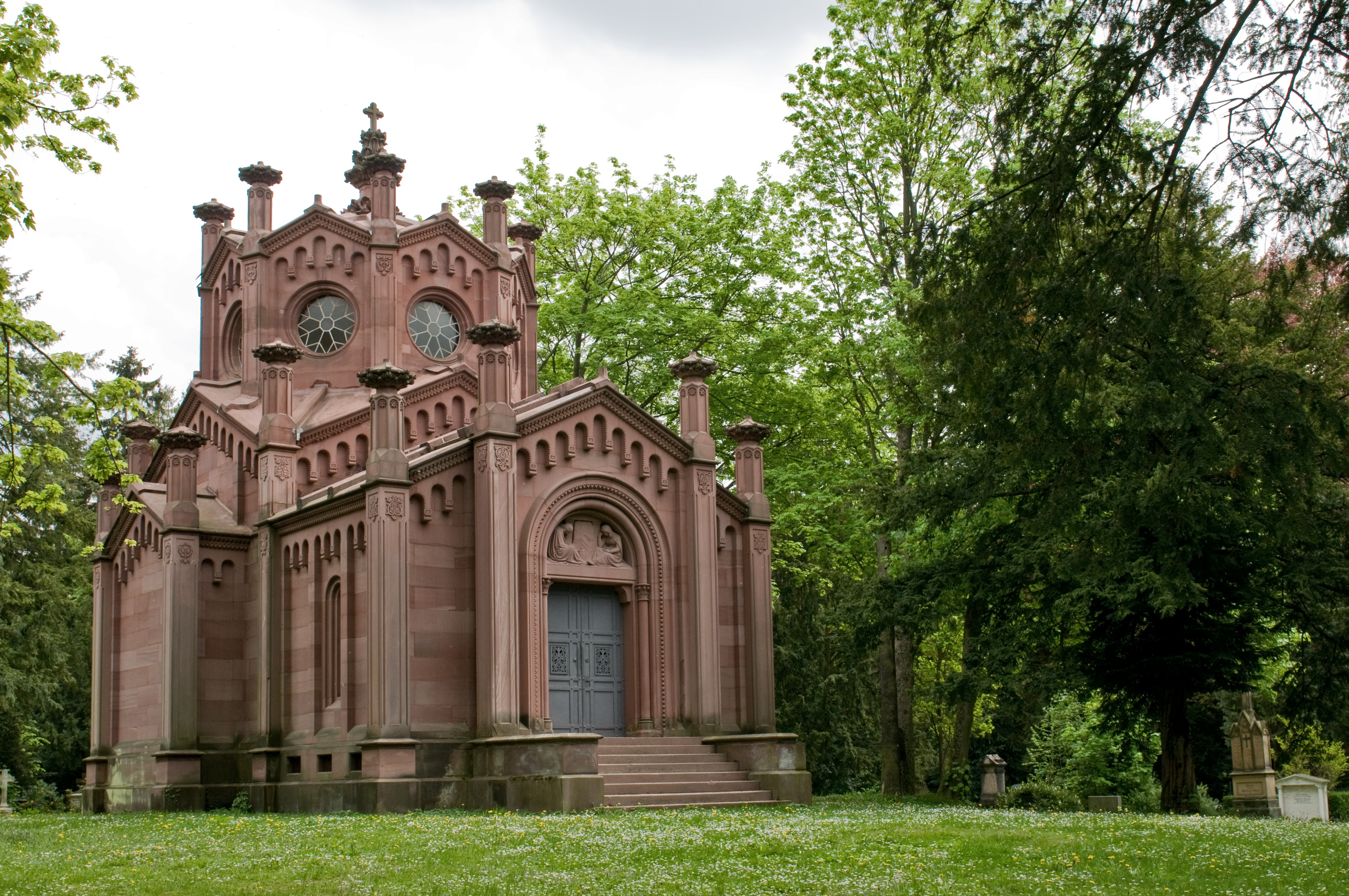
Mausoleum Reichenbach-Lessonitz

Das Mausoleum Reichenbach-Lessonitz liegt auf einer Anhöhe im Gewann F. Der ganze Bau im byzantinischen Stil ist in rotem Mainsandstein ausgeführt. Eine oktogonale Kuppel erhebt sich über dem Gedenkraum mit quadratischem Grundriss, an den sich an drei Seiten schmale, geschlossene Nischen für die Sarkophage anschließen. An der vierten Seite steht die Vorhalle, die nur über die Rundfenster über der Eingangstür beleuchtet wird.
Das Mausoleum wurde 1845 bis 1847 errichtet durch den Architekten Friedrich Hessemer im Auftrag des Kurfürsten Wilhelm II. von Hessen (1777–1847) zum Gedenken an seine zweite Gattin, die Gräfin Emilie von Reichenbach-Lessonitz geb. Ortlepp (1791–1843); sie wurde jedoch erst 1896 hierhin umgebettet. Als Erster wurde 1861 ihr zweiter Sohn Carl-Gustav Graf von Reichenbach-Lessonitz (1818–1861) im Mausoleum beigesetzt.
Das Kruzifix im Innern stammt von dem Bildhauer Johann Nepomuk Zwerger, der Marmorsarkophag der Gräfin von dem Bildhauer Eduard Schmidt von der Launitz. Das Mausoleum ist der Öffentlichkeit nur im Rahmen spezieller Führungen zugänglich.

### Mausoleum Gans

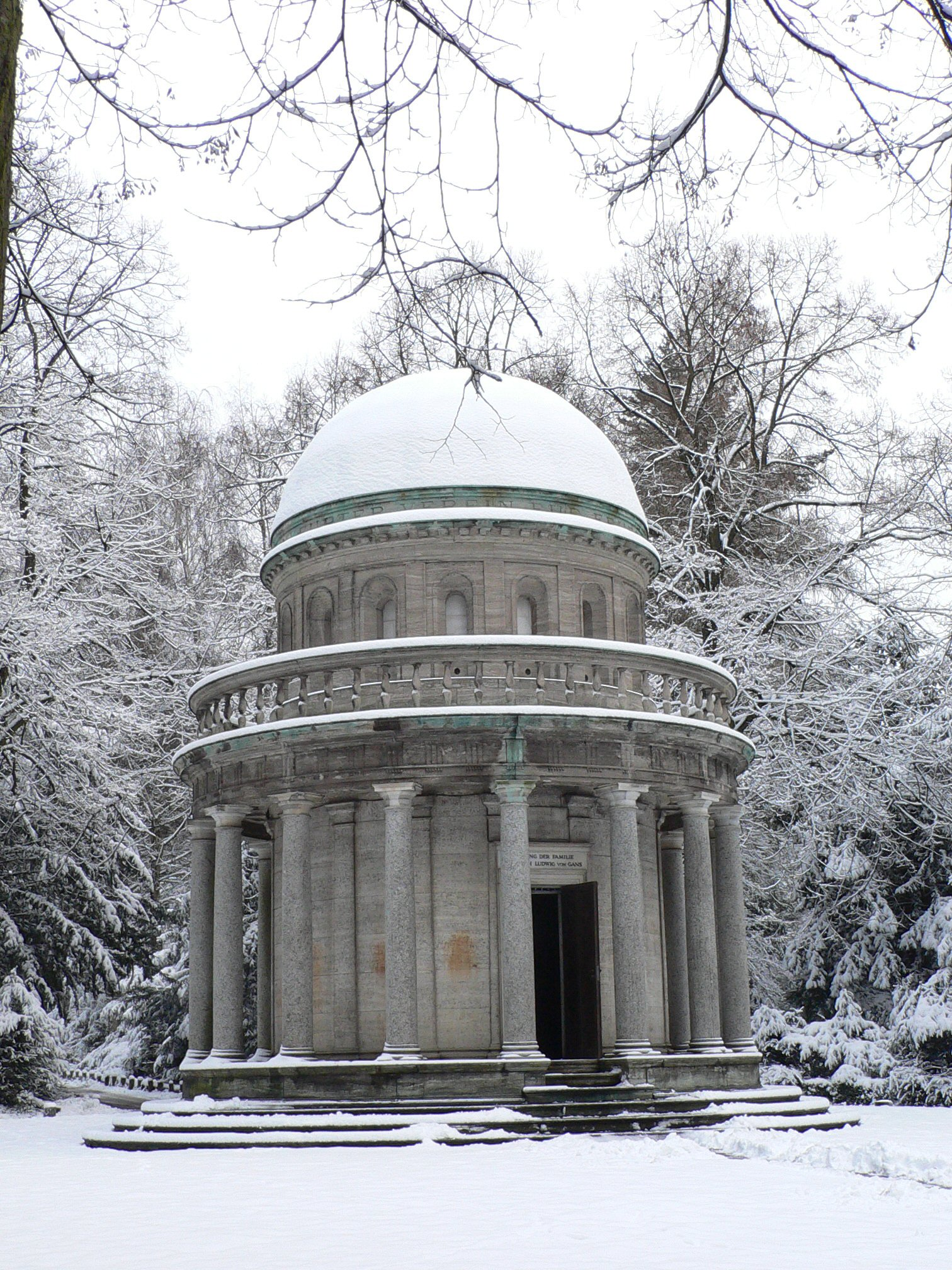
Mausoleum Gans

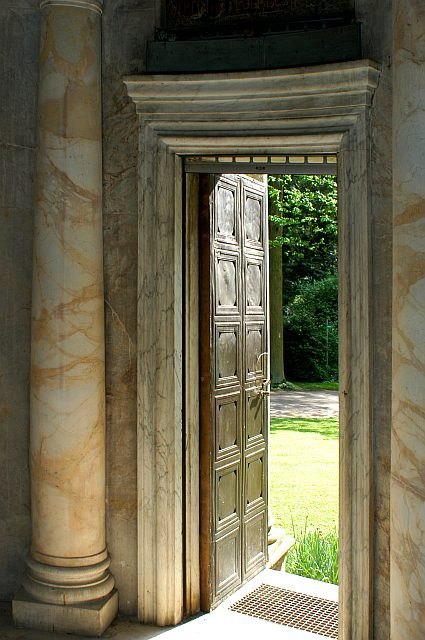
Mausoleum Gans

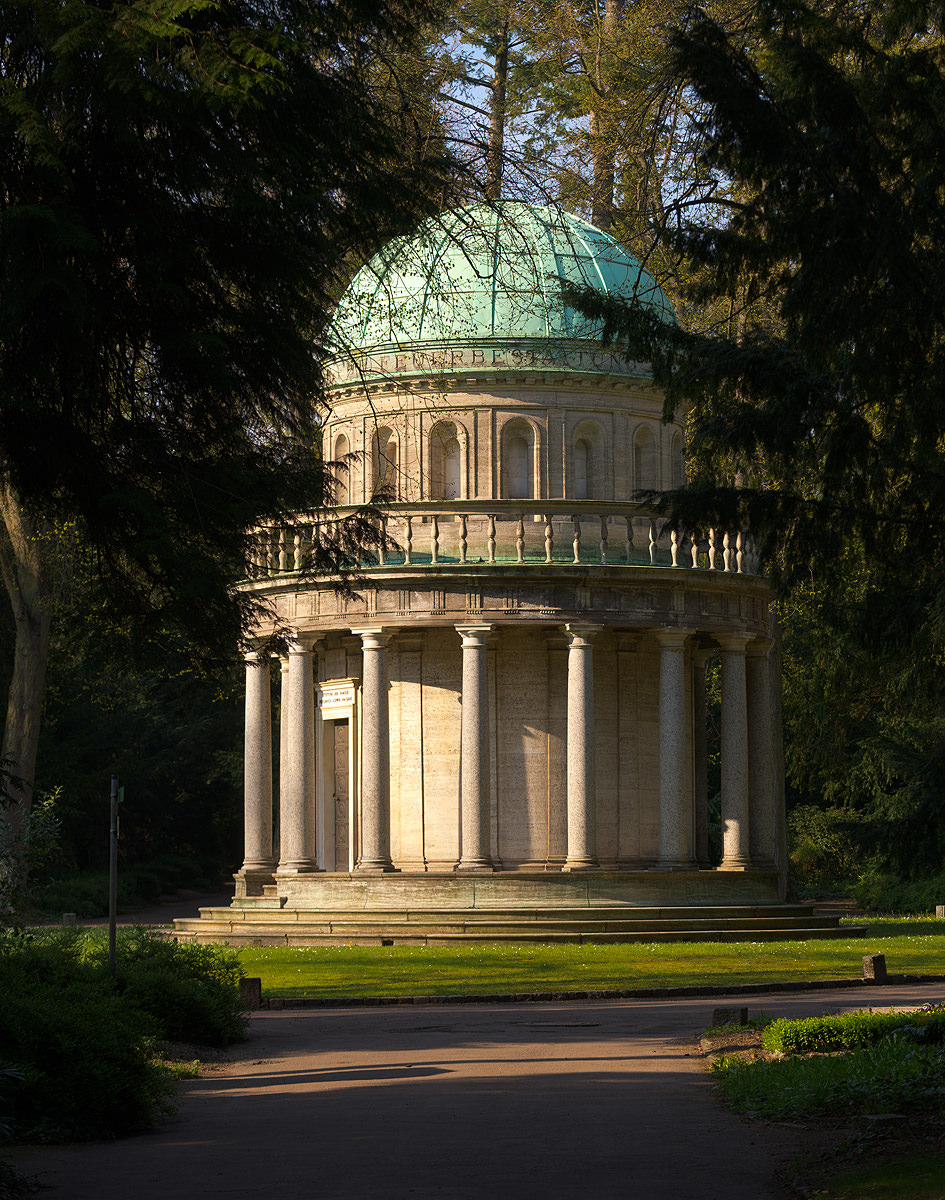
Mausoleum Gans

Das Mausoleum Gans steht am Ende des Lindenwegs im Gewann IV auf einer großen Freifläche. Es ist die größte Grabstätte auf dem Hauptfriedhof und wurde 1909 durch den Industriellen Friedrich Ludwig von Gans (1833–1920) erbaut. Der Entwurf stammt von dem Bildhauer Friedrich Christoph Hausmann (1860–1936) in Anlehnung an den Tempietto des Bramante auf dem Gelände der Kirche S. Pietro in Montorio in Rom. 1932 wurde das Mausoleum durch den Frankfurter Verein für Feuerbestattung übernommen. Es wird nach wie vor für die Beisetzung von Urnen genutzt und ist während der Öffnungszeiten des Friedhofs für die Öffentlichkeit zugänglich.

### Weitere Gedenkstätten auf dem Hauptfriedhof

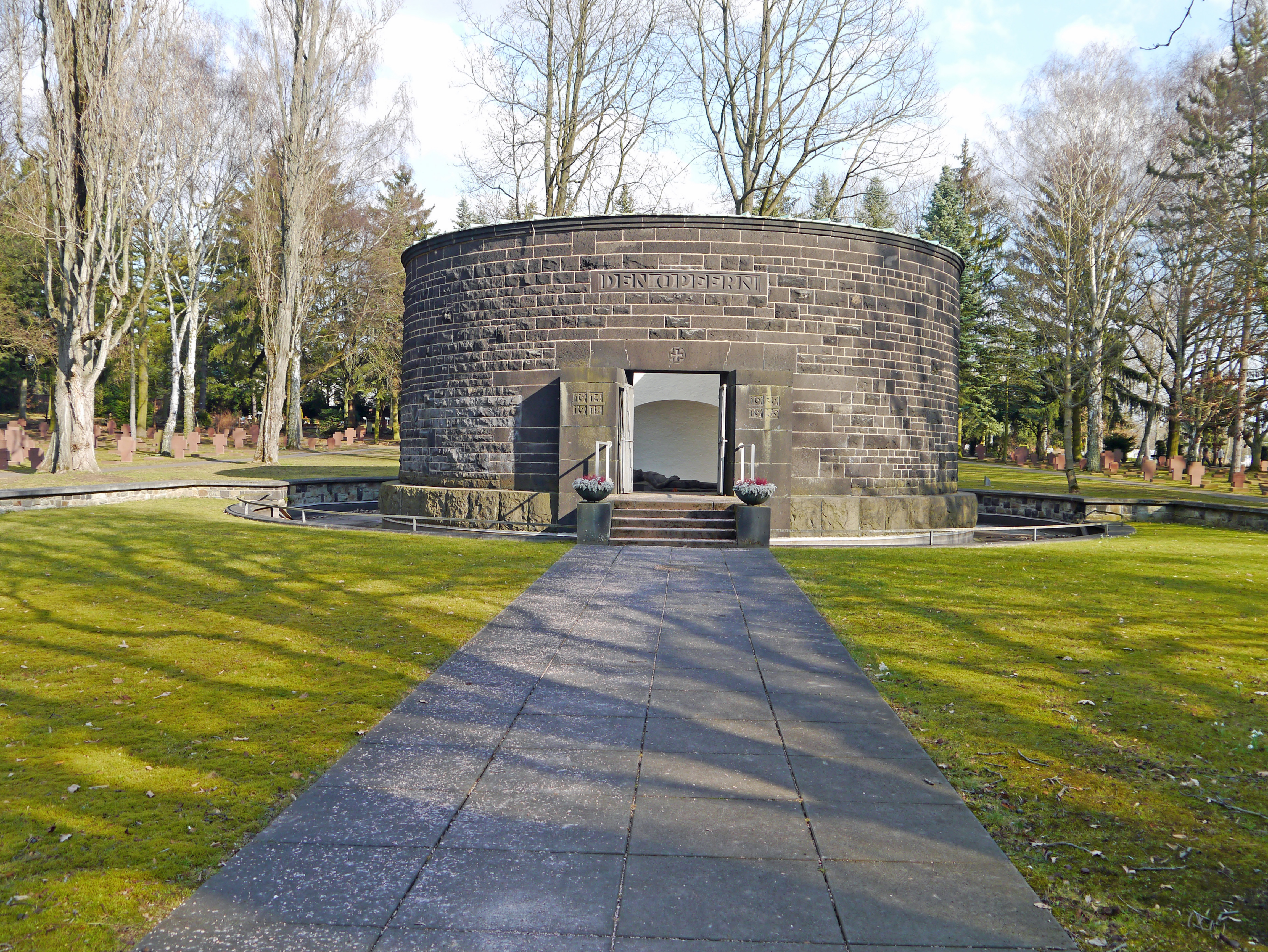
Ehrenmal für die Weltkriegsopfer

Ein Denkmal erinnert im Gewann E an die Gefallenen der Septemberunruhen vom 18. September 1848.
Auf der Grünfläche gegenüber dem Neuen Portal steht seit 1997 eine überlebensgroße Bronzefigur des Berliner Bildhauers Georg Kolbe. Die Statue des Adam ist eine Dauerleihgabe des Städel, in dessen Besitz sie sich seit 1921 befindet. Ursprünglich war die Figur für ein Mausoleum des Dresdner Fabrikanten Karl August Lingner entworfen worden.
Im Gewann VII befindet sich das Ehrenmal für die Toten des Ersten und Zweiten Weltkrieges. 1.625 deutsche Soldaten sowie 41 russische und serbische Kriegsgefangene, die in den Lazaretten der Stadt starben, fanden hier ihre letzte Ruhestätte. Im hinteren Teil des Gewanns stehen 3.109 Sandsteinkreuze zum Gedenken an die hier beigesetzten deutschen Soldaten und zivilen Bombenkriegsopfer des Zweiten Weltkrieges. Im südlich davon gelegenen Gewann I schließt sich eine Gedenkstätte für Opfer des Nationalsozialismus an.
Im Nordwesten des Friedhofs (Gewann XV) wurde eine Gemeinschaftsgrabstätte für sieben Besatzungsmitglieder errichtet, die beim Brand des Luftschiffs LZ 129 Hindenburg am 6. Mai 1937 in Lakehurst ums Leben kamen. Zu ihnen gehörte Ernst A. Lehmann, ein bekannter Pionier der Luftschifffahrt, militärischer und ziviler Luftschiffkapitän, der sich bei der Unglücksfahrt als Beobachter der Geschäftsführung der Deutschen Zeppelin-Reederei (DZR) an Bord befand.
Mit einem Kenotaph wird an den General der Infanterie Carl-Heinrich von Stülpnagel, ermordeter Widerstandskämpfer vom 20. Juli 1944, erinnert. Das Kenotaph ist Teil der Grabanlage für seinen Vater, den preußischen Generalleutnant a. D. und früheren Stadtkommandanten von Frankfurt am Main Hermann von Stülpnagel.
Nördlich der Eckenheimer Mauer im Gewann G wurde ein Denkmal für die Opfer eines Flugzeugabsturzes der Birgenair errichtet. Es trägt die Inschrift „Am 6. Februar 1996 stürzte auf dem Flug nach Deutschland vor der Küste der Dominikanischen Republik ein Flugzeug ins Meer. Bei diesem Unglück gab es keine Überlebenden und nur 73 Opfer konnten geborgen werden. Für 116 Menschen wurde das Meer zur letzten Ruhestätte.“
An der Eckenheimer Mauer im Gewann E wurde am 6. Juni 2002 die Gedenkstätte „Ein Hauch von Leben“ geweiht. Seit 1999 wurden auf einer vorher verwahrlosten Grabstätte bisher über 250 totgeborene Kinder anonym beigesetzt.
2008 übernahm die AIDS-Hilfe Frankfurt e. V. eine 1929 errichtete Grabstätte, die auf einem Hügel im alten Teil des Hauptfriedhofes zu finden ist, um sie nach und nach für bis zu 100 verstorbene HIV-Infizierte und Aidskranke als Urnengemeinschaftsgrab zu nutzen.

## Persönlichkeiten, die hier ihre letzte Ruhe fanden

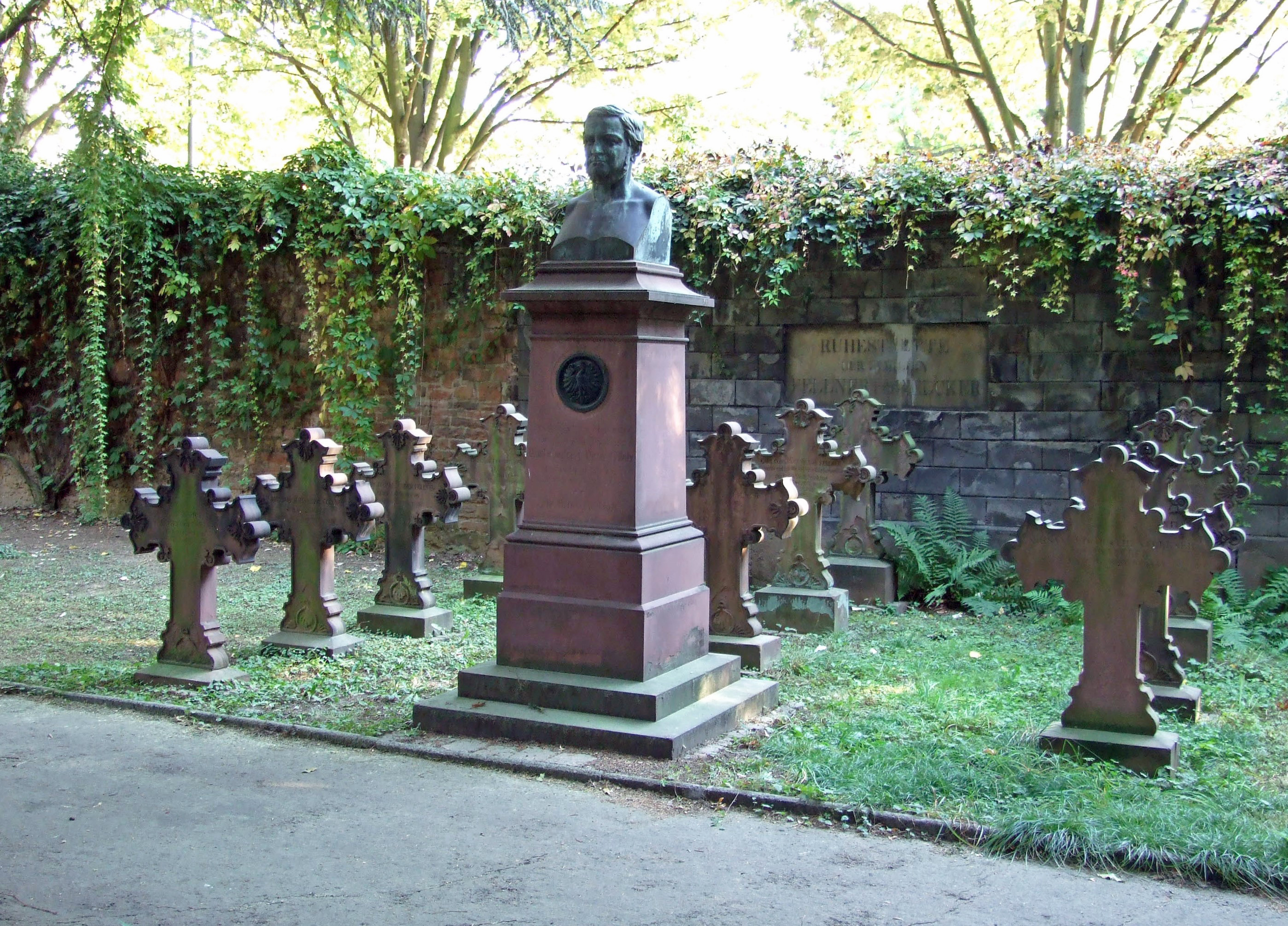
Bürgermeister Fellner

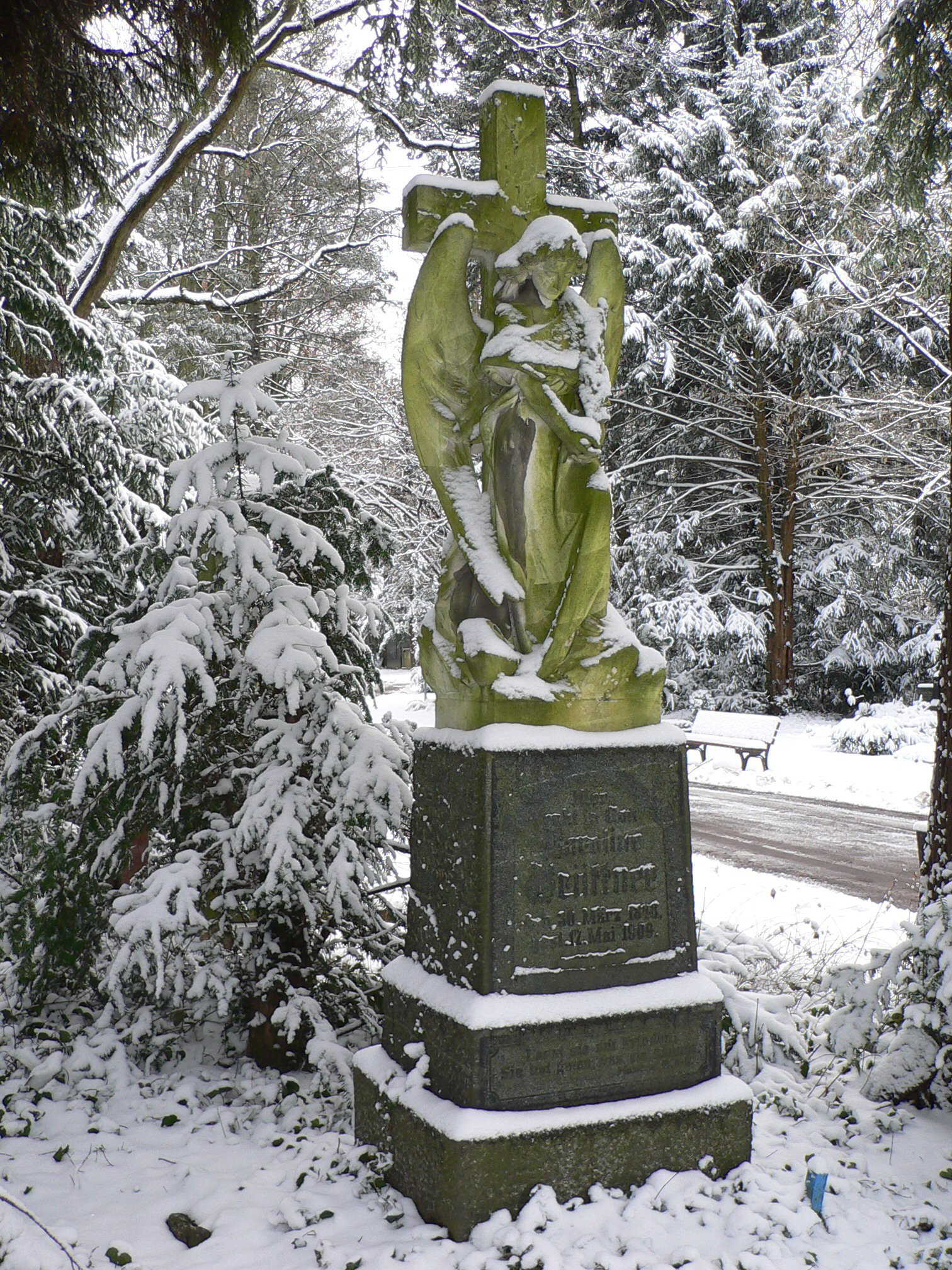
Denkmalgeschütztes Grabmal der Familie Grüttner, Gewann I, 423 auf dem Hauptfriedhof

Vor allem in den älteren Teilen des Friedhofs ist so mancher bekannte Name zu entdecken:
Hier ruhen zahlreiche Frankfurter Berühmtheiten wie der Dichter Friedrich Stoltze und die Volksschauspielerin Liesel Christ, aber auch Schriftstellerinnen wie Dorothea Schlegel und Ricarda Huch, Goethes „Suleika“ Marianne von Willemer, die Philosophen Arthur Schopenhauer und Theodor W. Adorno sowie der Literaturkritiker Marcel Reich-Ranicki.
Eines der meistbesuchten Gräber ist das von Pauline Schmidt. Sie war das Vorbild für die Figur des „Paulinchen“ in der „gar traurigen Geschichte mit den Streichhölzern“ aus dem Kinderbuch Der Struwwelpeter von Heinrich Hoffmann. Dessen letzte Ruhestätte, die Familiengrabstätte Hoffmann-Donner, befindet sich an der alten Friedhofsmauer.
Über 900 Grabstätten stehen unter Denkmalschutz. Sie liegen alle im alten Teil des Friedhofs in den Gewannen A bis IX und werden erhalten, auch wenn daran kein Nutzungsrecht mehr besteht, das in der Regel nach 20 Jahren ausläuft und auf höchstens 40 Jahre verlängert werden kann. Für über 70 dieser Gräber bestehen Patenschaften, um die Pflege der denkmalgeschützten Gräber in die Hände der Bürger zu legen. Der Pate verpflichtet sich, die historische Grabstätte zu restaurieren und, falls notwendig, wieder instand zu setzen; im Gegenzug erhält er dafür ein Nutzungsrecht für die betreffende Grabstelle.
Wenn die Stadt Frankfurt einer Grabstätte den Status als Ehrengrabstätte zuerkennt, übernimmt sie damit gleichzeitig die Verantwortung für Anlage und Unterhalt des Grabes. Anfang Dezember 2006 wurden einige historische Gräber, darunter die der Familien Bethmann, Grunelius und Jeanrenaud, durch Unbekannte verwüstet.

### Kennzeichnung der Gräber
Es sind verschiedene Schildchen als Markierung an den Gräbern:
- Die roten Schildchen kennzeichnen Ehrengräber
- die blauen Schildchen kennzeichnen Gräber unter Denkmalschutz
- die grauen Schildchen kennzeichnen Persönlichkeitsgräber

### Lage der Gräber

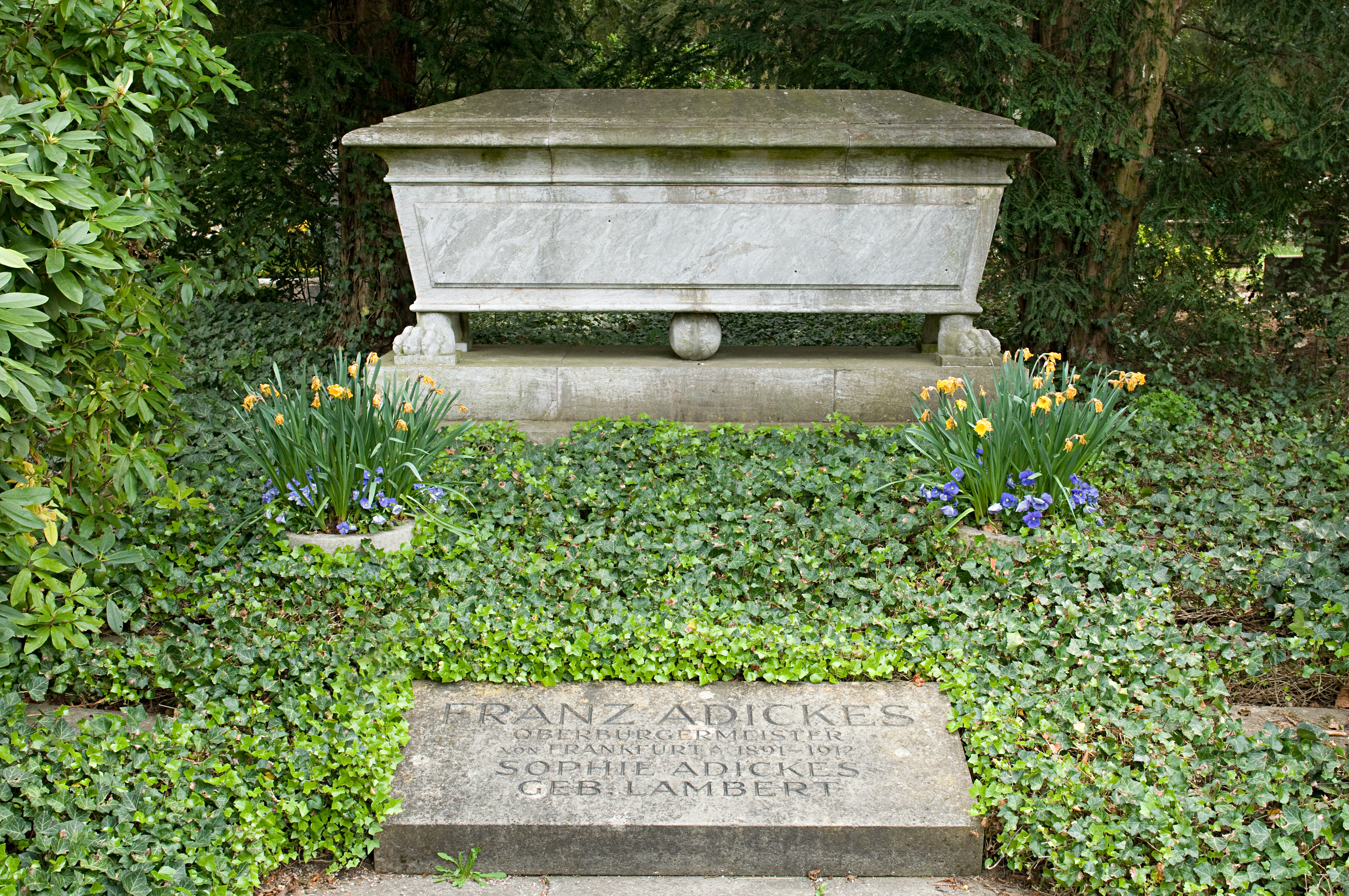
Grabmal von Franz Adickes, Gewann II GG 24
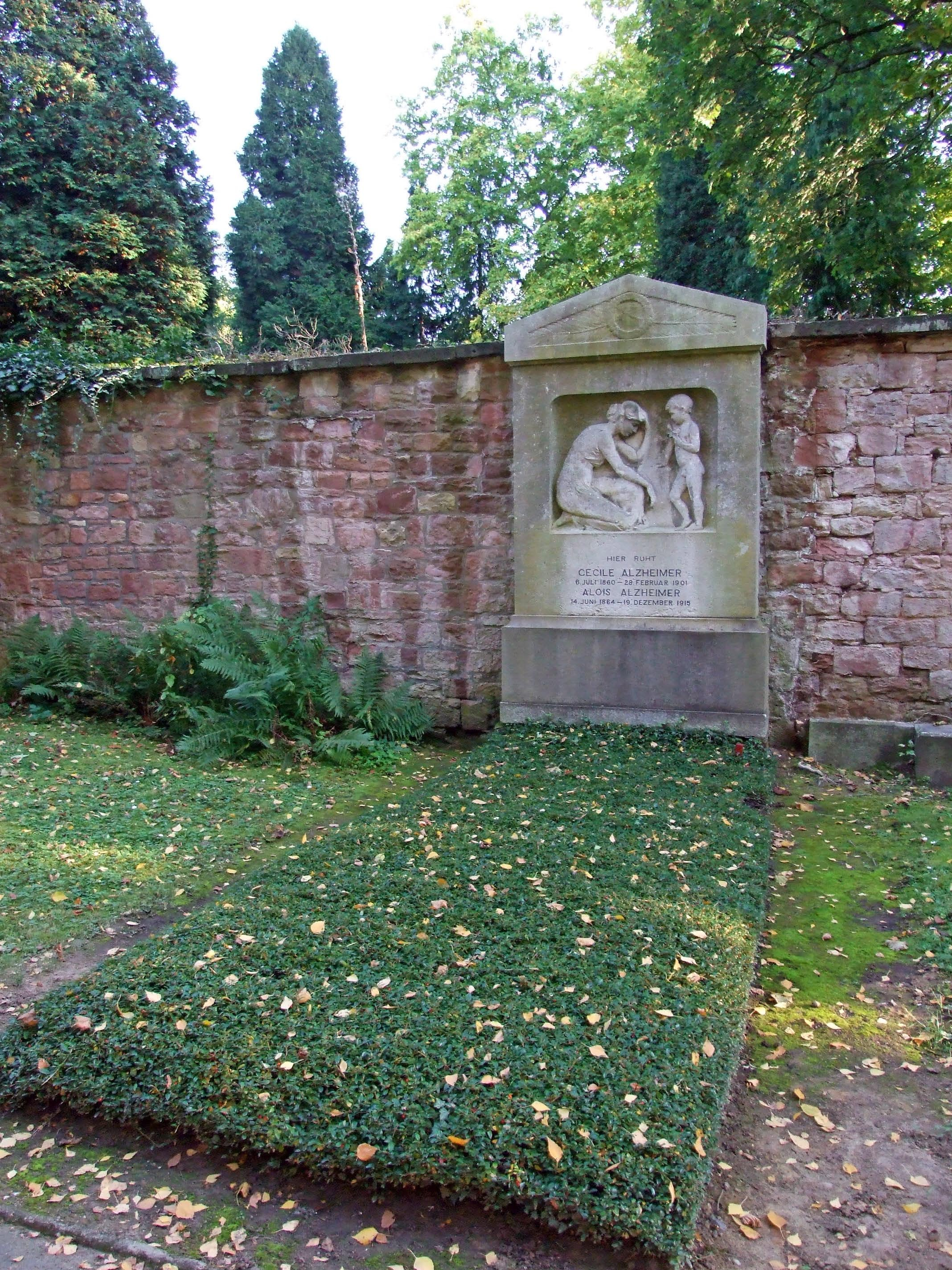
Grab von Alois Alzheimer, Gewann J, 447a
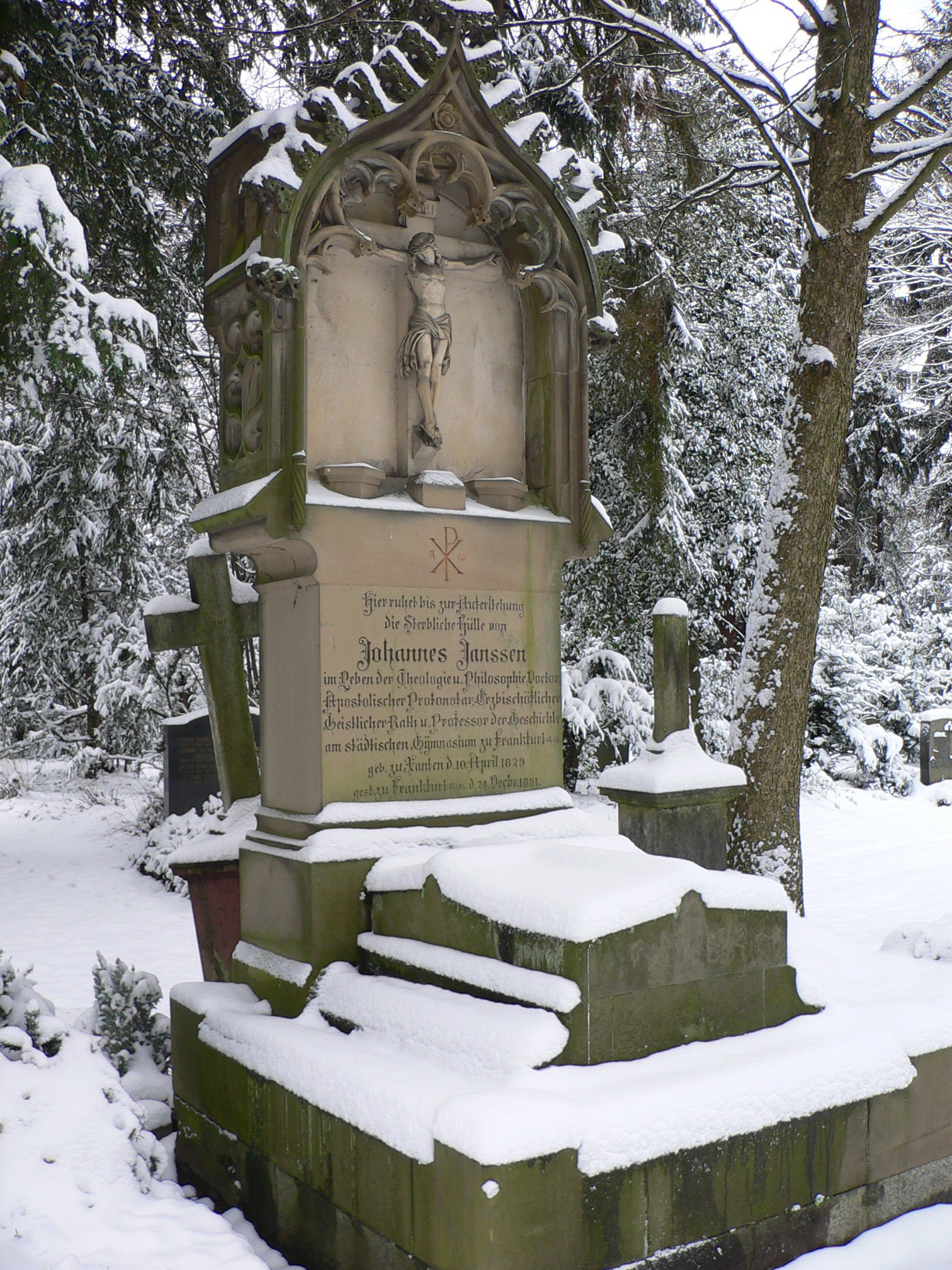
Grab von Johannes Janssen, Gewann E 562
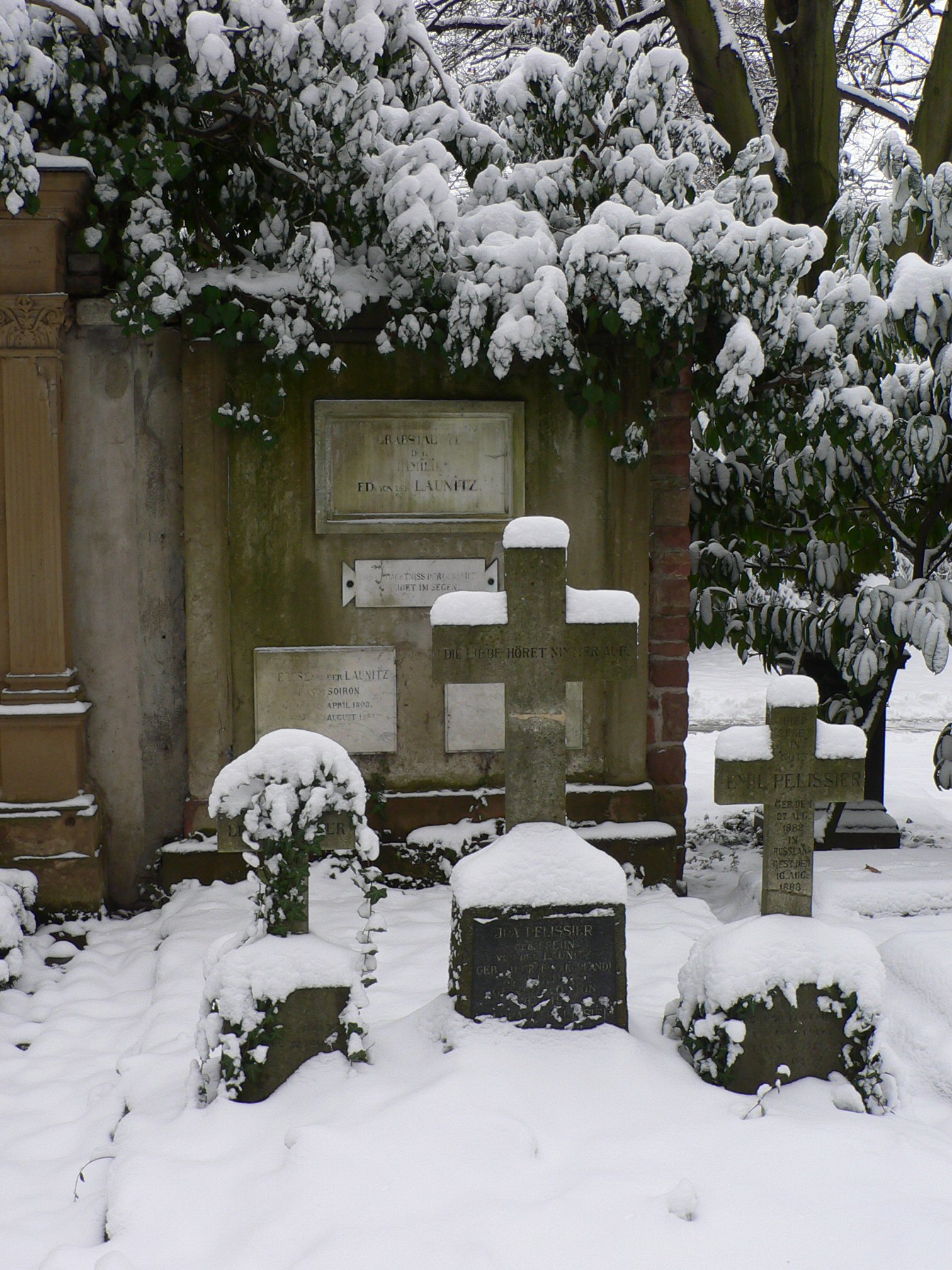
Grab der Familie Launitz, Gewann E 398a. Eduard Schmidt von der Launitz schuf zahlreiche Grabmäler auf dem Hauptfriedhof
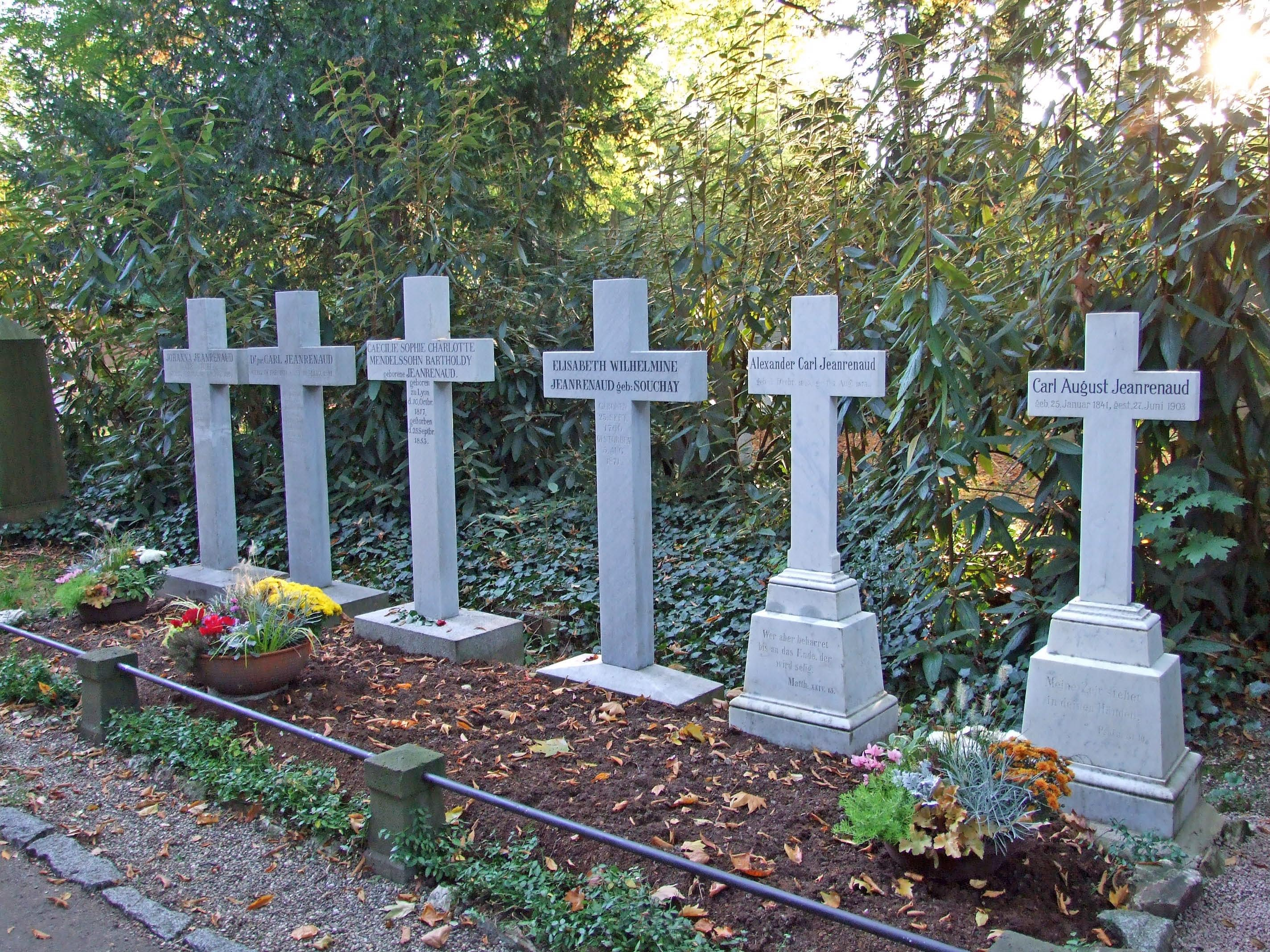
Cécile Charlotte Sophie Mendelssohn Bartholdy geb. Jeanrenaud ist im Grab ihrer Familie bestattet, Gewann E 172
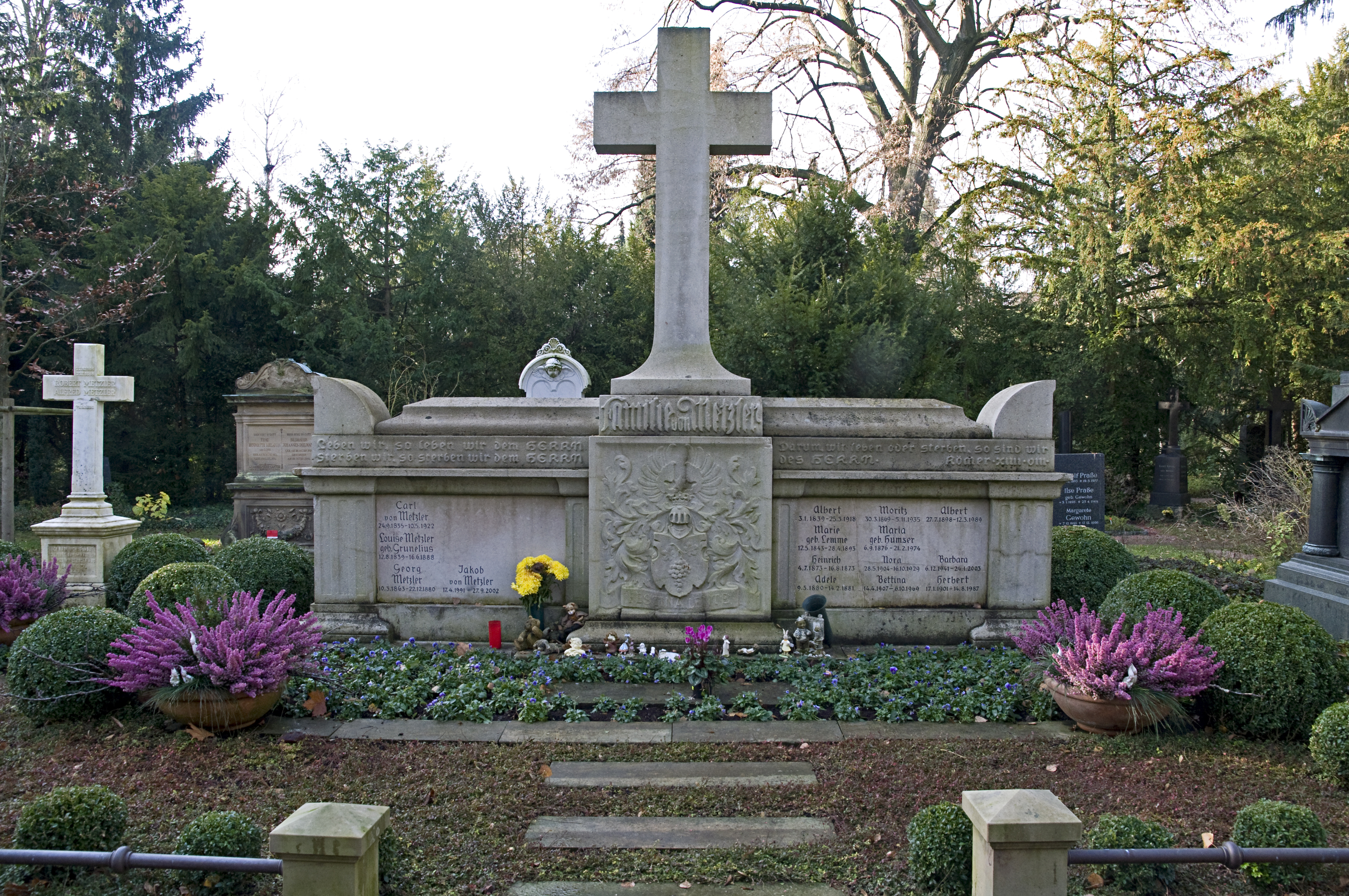
Grab der Familie Metzler, Gewann C
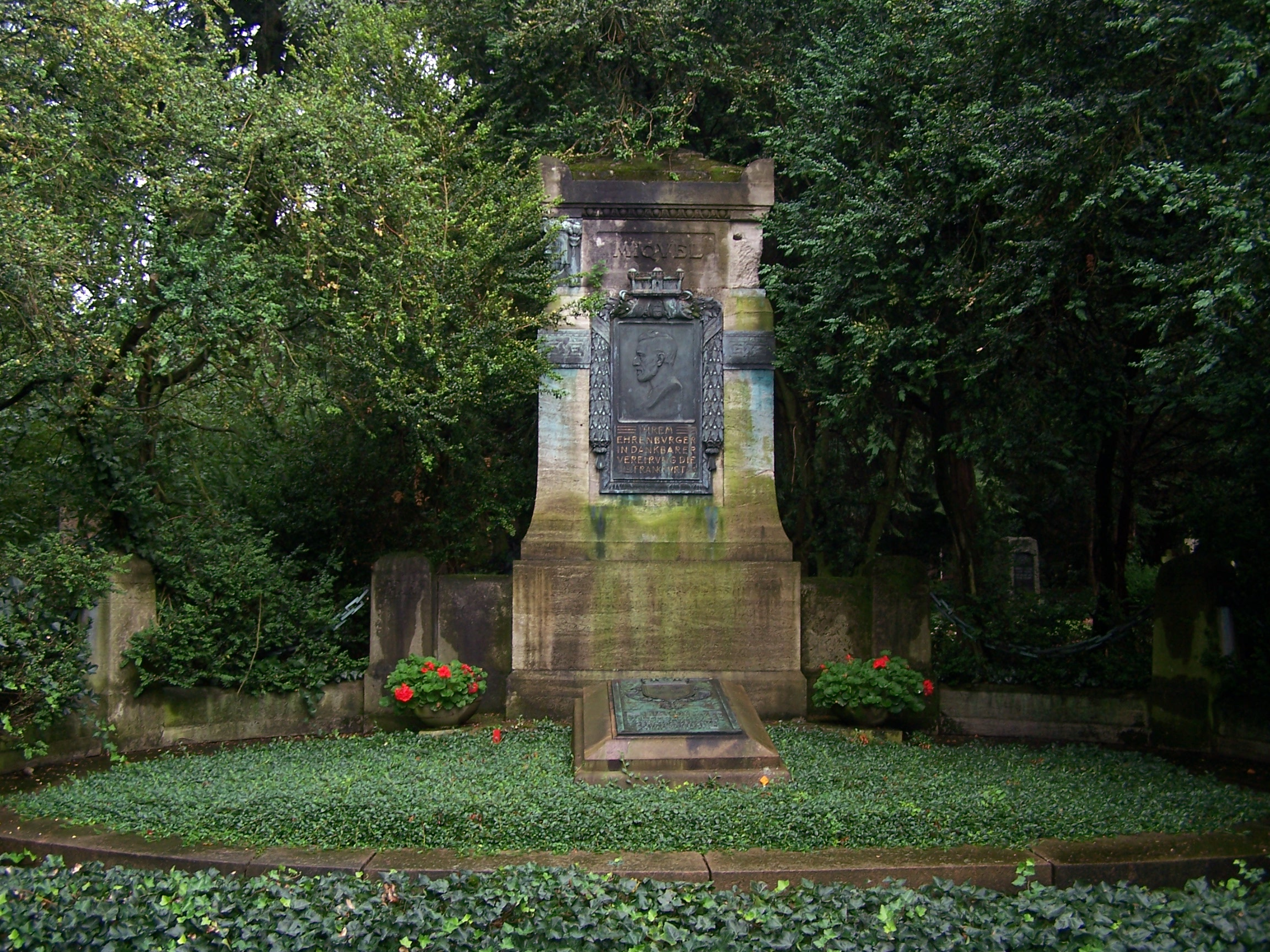
Grabmal des ehemaligen Oberbürgermeisters Johannes von Miquel, Gewann D 297
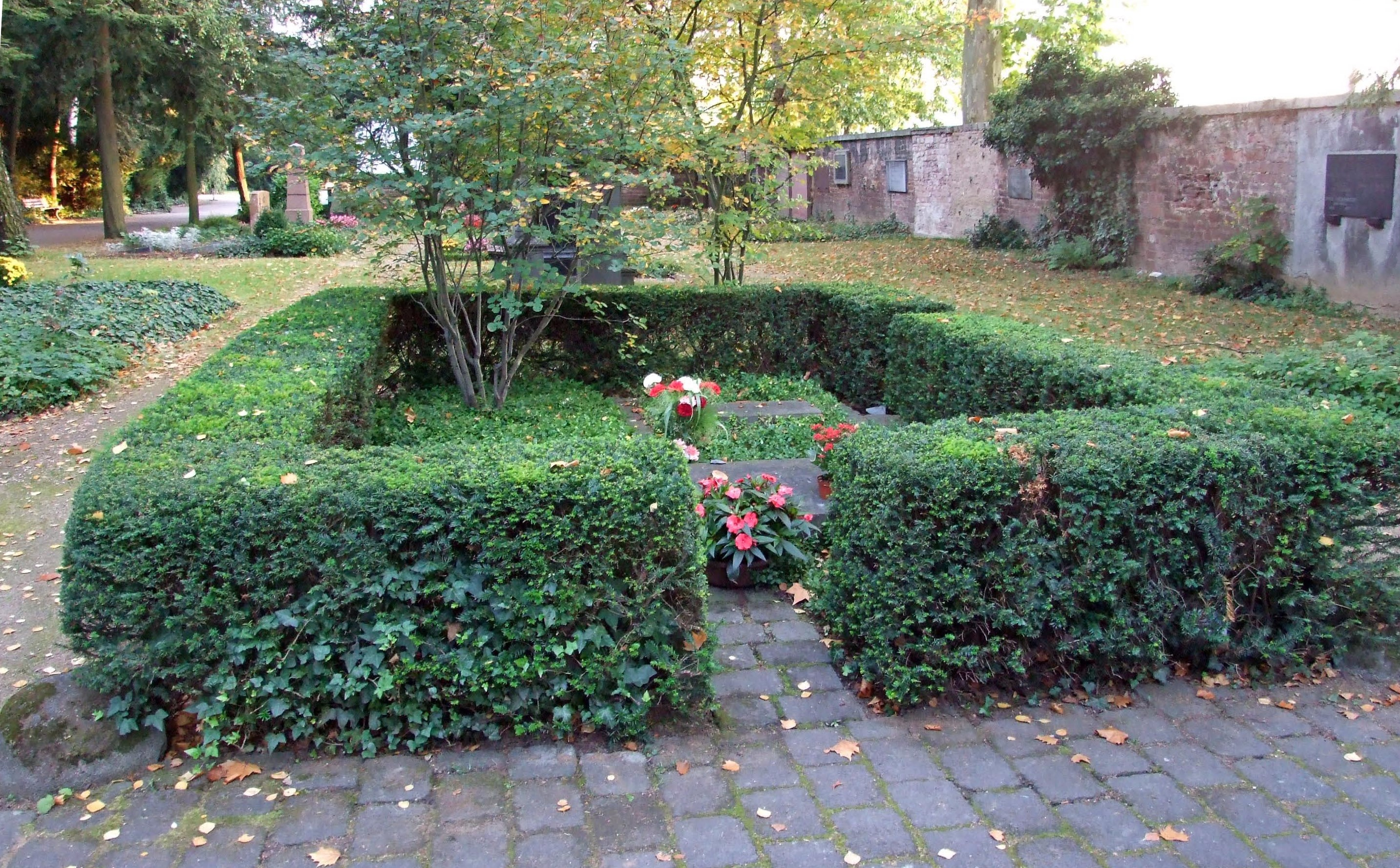
Grab von Arthur Schopenhauer, Gewann A 24
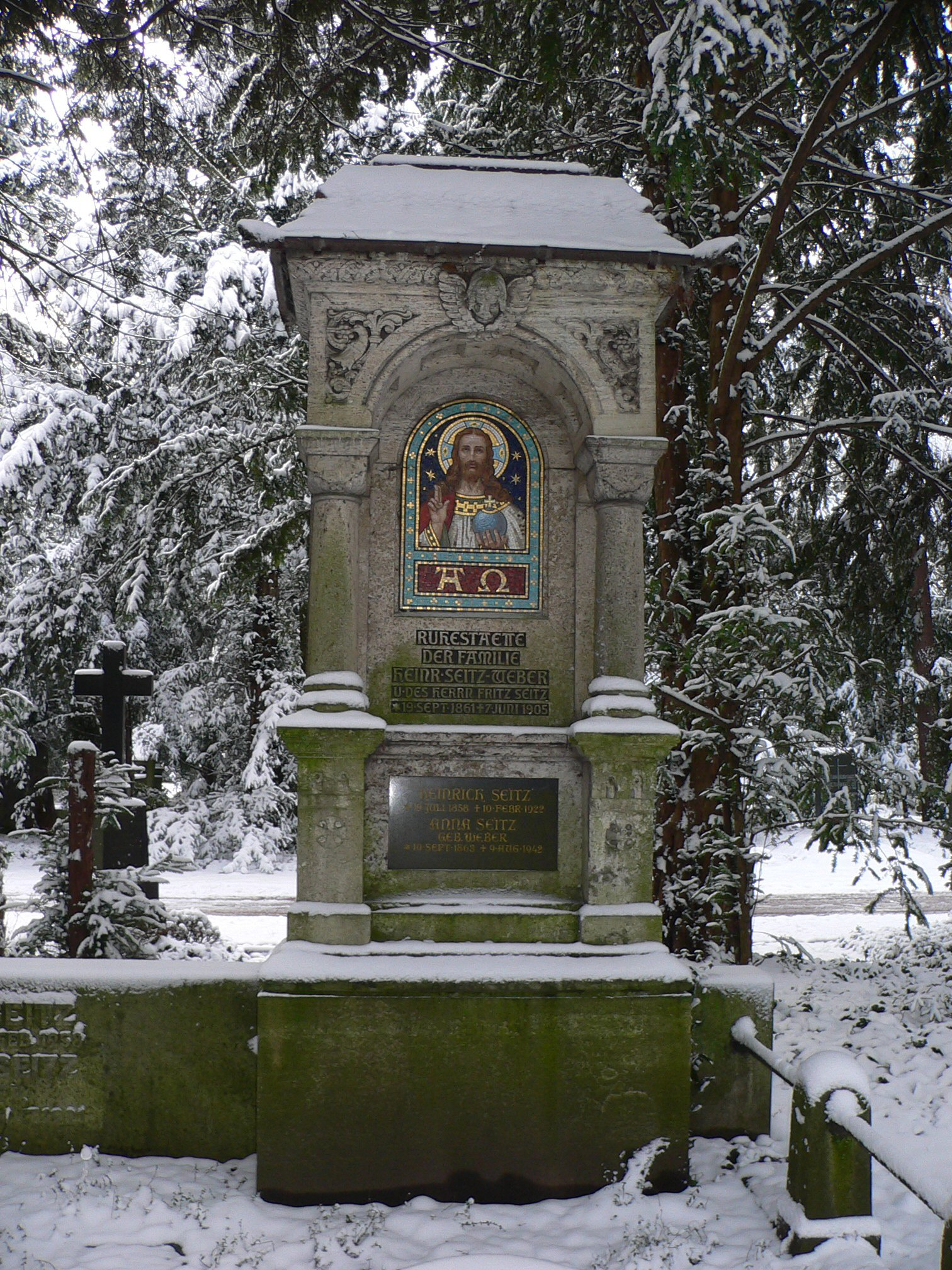
Denkmalgeschütztes Grabmal der Familie Seitz, Gewann A 427 auf dem Hauptfriedhof
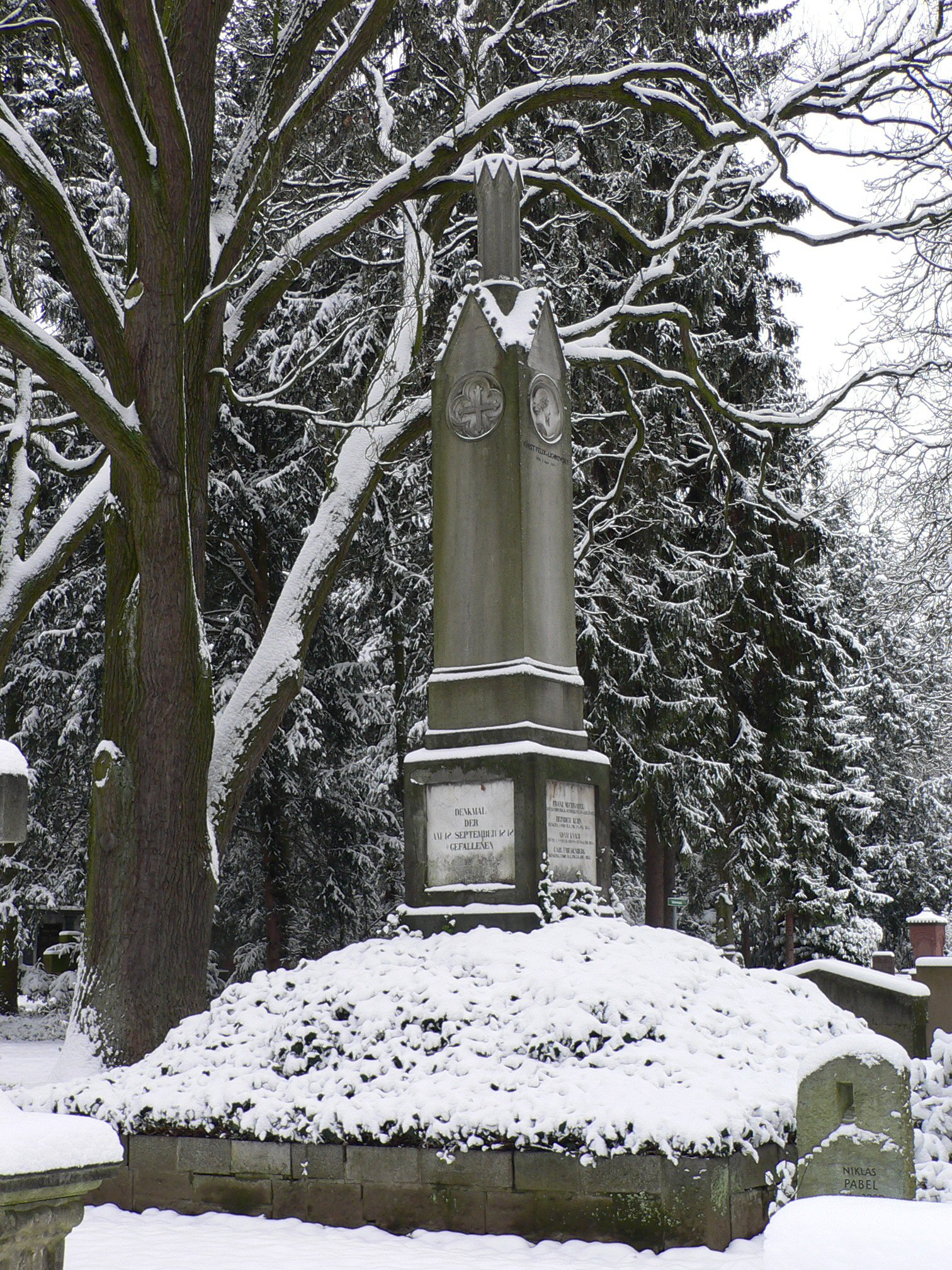
Denkmal für die Gefallenen des 18. September 1848, Gewann E
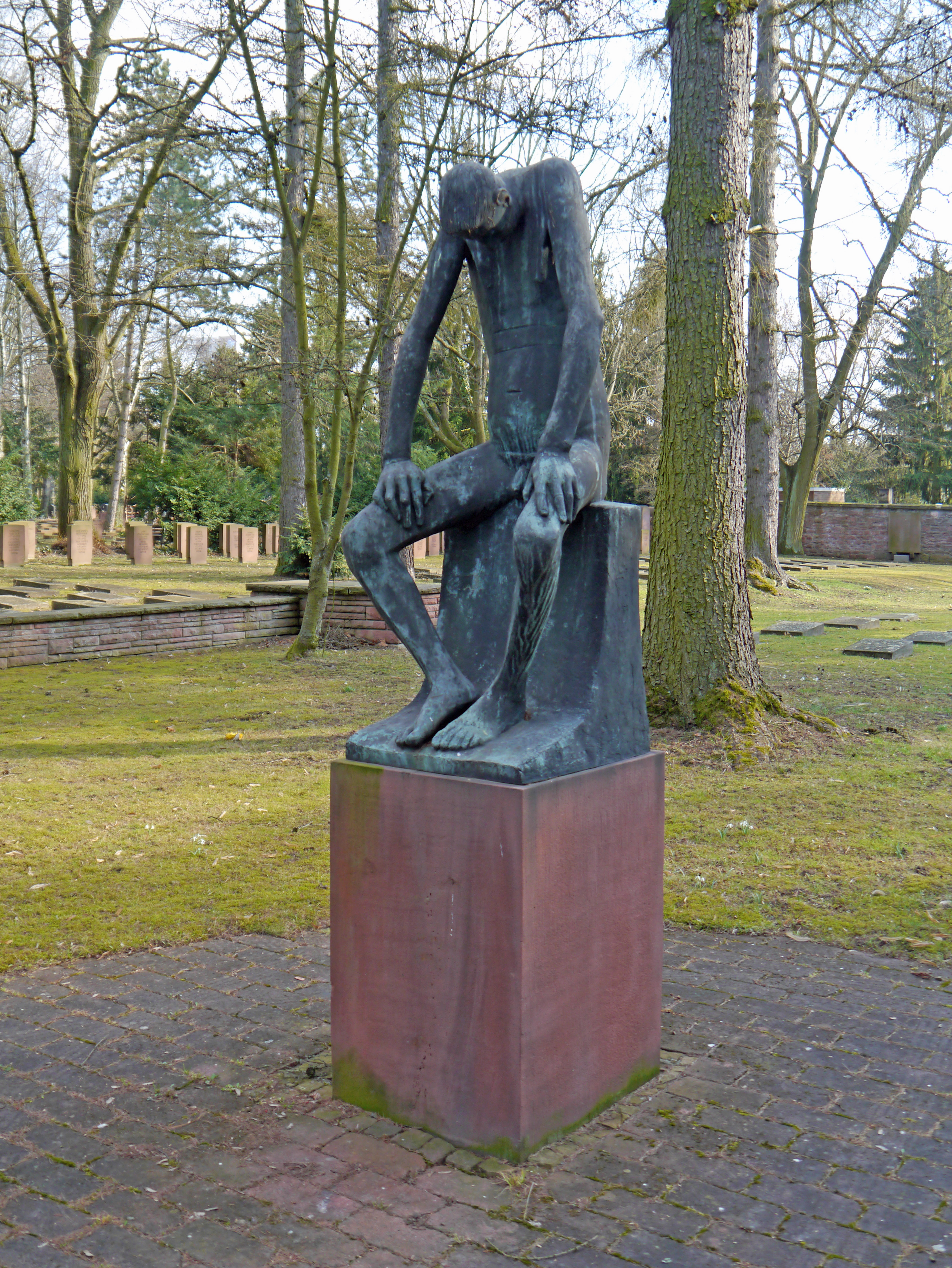
„Hiob“ auf dem Gräberfeld der Nazi-Opfer